# Sálvame
Sálvame va ser un programa de varietats produït per La Fábrica de la Tele i emès en les tardes de Telecinco entre el 27 d'abril de 2009 i el 23 de juny de 2023. En ell es comentava l'actualitat del món del cor i dels rostres més populars d'Espanya amb un equip de col·laboradors, connexions amb reporters i diverses seccions.
L'espai era conduït per Jorge Javier Vázquez i Adela González, mentre que Terelu Campos o María Patiño el presentaven en absència del primer i a duo els divendres. Anteriorment, alternaven amb Vázquez la presentació del programa Paz Padilla i Carlota Corredera, mentre que Núria Marín, Kiko Hernández, David Valldeperas o Carlos Lozano eren els substituts habituals.
El format es va dividir des de 2014 en Sálvame Limón (16:00-17:00), amb més llibertat per a emetre certs continguts, i Sálvame Naranja (17:00-19:00/20:00), que va incloure en la seva última etapa Sálvame Naranja Plus (19:00-20:00 en Mitele Plus), amb continguts més limitats per emetre en horari protegit. A més, des de 2019, va sorgir un últim tram en funció de les necessitats d'allargar el programa una hora més en diferents moments d'aquestes temporades, el qual va rebre el nom de Sálvame Banana / Tomate / Sandía (20:00-21:00), amb menys restriccions que els dos trams anteriors.
Sálvame va ser un programa controvertit al qual s'ha qualificat en moltes ocasions com telebrossa, convertint-se en l'espai televisiu que més queixes va acumular per no complir el Codi d'Autoregulació de Continguts Televisius i Infància. Més de la meitat de les protestes que tenia la cadena eren degudes a aquest programa (26 de 40). Fins i tot van arribat a sol·licitar la seva retirada de la programació diversos organismes públics i particulars a causa del seu contingut basat en polèmiques, morbositat i discussions. Aquests casos van portar a l'obertura, per part del Ministeri d'Indústria, Energia i Turisme, d'un expedient sancionador contra Mediaset España. Així mateix, a mitjan juliol de 2011, l'Associació d'Usuaris de la Comunicació va demanar la retirada del programa. Igualment, en la xarxa existeixen campanyes per a pressionar la retirada del programa de l'horari de protecció del menor, ja que el format incomplia l'estipulat en el codi d'autoregulació, punt de referència de la Llei General de Comunicació Audiovisual per a la protecció de menors.

## Història
Sobrenomenat pels integrants del mateix com a «golfo», Sálvame es va estrenar setmanalment el dijous 19 de març de 2009, en horari de late night, després de la primera gala de Supervivientes en Telecinco, el qual va comptar en la seva primera emissió amb Rosa Benito, Kiko Hernández, Belén Esteban, Jimmy Giménez-Arnau, Karmele Marchante i Nuria Bermúdez com a col·laboradors comandats per Jorge Javier Vázquez. El programa, que va obtenir en la seva estrena un 25,8% de quota de pantalla i gairebé un milió de seguidors (976.000), va néixer amb l'objectiu de comentar, en clau d'humor desenfadat, l'edició del reality xou de supervivència, però aviat, els empipaments i les baralles en directe van desplaçar el contingut formal del programa.
Donada la rendibilitat d'aquest espai, perquè l'audiència era aclaparadora i el pressupost escàs, la cadena va decidir situar el format en les sobretaules de tarda sota el nom de Sálvame Diario des del 27 d'abril de 2009, en el qual s'incloïen els resums diaris de Supervivientes 2009 i Operación Triunfo 2009, amb el posterior debat entre els col·laboradors, que en la seva primera emissió diària van ser Kiko Hernández, Begoña Alonso, Karmele Marchante i Jimmy Giménez-Arnau. No obstant això, el programa va començar a introduir continguts del món del cor amb un enfocament que anava de la ironia a la sàtira amb un resultat reeixit i es va convertir en l'autèntica gallina dels ous d'or de Telecinco. Finalment, aquests continguts es van apoderar del format, que comptava amb alguns col·laboradors fixos i uns altres que anaven canviant, sent aquests també el focus de les polèmiques i les baralles. Un dels pitjors moments va tenir lloc el 23 de juliol de 2009, quan Pipi Estrada i Jimmy Giménez-Arnau van arribar a les mans durant una pausa publicitària, després d'una discussió durant el programa.
Por la seva part, l'emissió setmanal, coneguda com a Sálvame «golfo», va continuar amb un contingut més polèmic i feridor que el programa de les tardes. No obstant això, el final del reality xou de supervivència i la mala acollida obtinguda per El Topo propiciaren la caiguda d'audiència del programa nocturn i, després de les males dades que venia collint durant les seves últimes emissions, la cadena va decidir substituir-lo per un nou espai anomenat, Sálvame Deluxe, amb el mateix presentador i col·laboradors. Gràcies a aquest canvi, l'audiència va remuntar considerablement i des de la seva estrena —el 7 d'agost de 2009— es va convertir en tot un èxit, arribant fins i tot a liderar la nit dels divendres en diverses ocasions.
El 16 de setembre, el programa diari va celebrar les seves 100 emissions amb l'equip caracteritzat com a personatges de circ. Així, Jorge Javier Vázquez es va disfressar de domador, Belén Esteban de Picapedra, Kiko Hernández de torero fúcsia, Karmele de ballarina de xarleston, Lydia Lozano d'estríper, Marc Ostarčević com el mag Merlí, Miquel Serra de plàtan i Rosa Benito de Campaneta.
El 6 de novembre de 2009, la humorista i actriu Paz Padilla es va incorporar a l'equip del programa per a presentar els programes dels divendres, ja que Jorge Javier Vázquez conduïa aquest mateix dia a la nit el programa setmanal. Posteriorment, en maig de 2011, se li va oferir la conducció dels dijous, ja que el presentador principal afrontava l'edició de Supervivientes per primera vegada fins a finals de juliol.
A causa de l'èxit del format, Telecinco va confiar a Jorge Javier Vázquez i Belén Esteban les campanades de cap d'any per a donar la benvinguda al 2010. De la mateixa manera, el presentador repetiria aquesta experiència en la transició de 2012 a 2013 al costat d'Isabel Pantoja i Kiko Rivera.
D'altra banda, el programa va anunciar que Karmele Marchante, qui tenia una secció des de 2009 sobre un consultori en el qual responia qüestions de caràcter sexual, es presentaria a la preselecció de Televisió Espanyola per al Festival d'Eurovisió de 2010, sota el nom artístic de Pop Star Queen. Així, la periodista va presentar tres cançons («Soy un tsunami», «La Carmelita» i «Las mujeres al poder»), de les que en fou elegida «Soy un tsunami» per a presentar-se a la convocatòria. El dia de Nit de Nadal va ser presentat el seu videoclip i el 18 de gener de 2010 va ser admesa oficialment per RTVE. Aquesta cançó es va situar des del primer dia en la primera posició de les votacions en Internet, però finalment fou rebutjada després de saber-se que algunes parts de «Soy un tsunami» incomplien el reglament de la UER per al Festival d'Eurovisió, com el fet de no ser un tema inèdit, d'haver-se presentat abans de la data estipulada, d'haver emès el videoclip fora de TVE o de l'ús de marques comercials com «Carrefour».
Després, el 17 de febrer, el format va celebrar les seves 200 emissions convertint el plató en una còpia del famós Moulin Rouge, on tots els seus membres es van transformar en cabareteres i ballarins i on van recordar els 200 programes en 200 segons, posant com a fermall d'or l'actuació de Jorge Javier amb el tema «Soy lo que soy», acompanyat d'un cos de ballarines. De la mateixa manera, el 27 d'abril va commemorar el seu primer aniversari com a programa diari amb una festa temàtica sobre la Fira d'Abril, en la qual l'equip es va vestir amb vestits de curt i de faralaes i va comptar amb la presència de Los marismeños per a interpretar algunes de les rumbes i sevillanes del seu repertori. Poc més de dos mesos després, el 8 de juliol, va celebrar les seves 300 emissions amb els col·laboradors vestits amb vestits de bany de principis del segle xx, decorant el plató per a l'ocasió com una platja del nord d'Espanya, amb tovalloles i casetes per al canvi de roba sobre sorra de platja.
Per la seva part, el 28 d'octubre de 2010, María Teresa Campos es va incorporar al programa com a defensora de l'audiència. En aquesta secció es va començar a donar veu a les persones que veien el programa, els qui opinaven sobre l'espai, els col·laboradors o els temes que tractaven.
Poc després, el 23 de novembre, l'espai va celebrar les seves 400 emissions. Per a això, l'equip es va disfressar de superherois i vilans. Així, Jorge Javier va ser Spider-Man, Kiko Hernández, Batman; Belén Esteban, Lara Croft; Kiko Matamoros i Terelu Campos, Superman i Supergirl; Karmele Marchante, Cruella de Vil; Jesús Locampos, el Joker; Lydia Lozano, Xena; Luis Rollán, Wolverine; Raquel Bollo, Catwoman, i Rosa Benito, Wonder Woman.
Arran de l'èxit de les dues edicions de Sálvame, va crear un nou espai en la seva pàgina web denominat Sálvame Pirata, també emès en LaSiete a banda de les redifusions de Sálvame i Sálvame Deluxe. Va ser un espai breu, on els reporters Omar Suárez, Ion Aramendi i Miquel Serra entrevistaven els col·laboradors i algunes persones del públic assistent durant les pauses publicitàries, a més de mostrar el que ocorria en el programa en cada tall i darrere de les càmeres. A més, aprofitant l'èxit de l'espai televisiu, la cadena va programar La última cena, un especial previ i posterior a les campanades de cap d'any que donarien la benvinguda al 2011, el qual va comptar amb Jorge Javier Vázquez, Belén Esteban i la resta de col·laboradors habituals. Així mateix, el 25 de gener de 2011 es va llançar al mercat Sálvame, la revista de tirada setmanal que tractava l'actualitat del món de la faràndula i dels personatges populars del país, en substitució de la revista mensual El Club de Sálvame. Cinc anys després, la revista va deixar de publicar-se.
El 26 d'abril de 2011, Sálvame va celebrar el seu segon aniversari i les seves 500 emissions retent homenatge al programa Un, dos, tres... responda otra vez. Per a això, l'especial va comptar amb la col·laboració de Mayra Gómez Kemp i els col·laboradors van ser caracteritzats com els mítics components del concurs. Així, Jorge Javier Vázquez es va convertir en un dels seus presentadors, Belén Esteban, Lydia Lozano, Raquel Bollo i Terelu Campos van fer d'hostesses, Kiko Hernández i Kiko Matamoros van ser "tacañones", Mila Ximénez, Rosa Benito, Karmele Marchante i Luis Rollán van exercir com a concursants i Juan «El Golosina» es va disfressar de la carabassa Ruperta. Després, el 15 de setembre, van tornar a disfressar amb motiu dels 600 programes, aquesta vegada de col·legials i amb la conversió del plató en una aula.
Al llarg de 2011 i 2012, van arribar nous col·laboradors al programa. Aquests van ser, entre d'altres, Chelo García-Cortés, Marta López, Teresa Berengueras, María Jiménez, Gustavo González, Toya Cassinello, Almudena Martínez «Chiqui» (després d'haver estat reportera), Ángela Portero, Belén Rodríguez i Gema López, qui debutaria en la versió Deluxe. Alhora, arribaren al programa Aída Nízar, Joaquín Torres i Cristina Tárrega amb les seccions Sálvese quien pueda, Las casas de Torres i Por y para mí, respectivament, la primera de les quals era sobre reportatges, la segona sobre interiorisme i la tercera, sobre canvis d'imatge. També, Jaime Peñafiel va tenir el seu espai on tractava temes relacionats amb la Casa Reial.
A principis de 2012, el programa va instaurar un espai anomenat Sálvame Social. En ell, persones els fills de les quals tenien algun tipus de problema, sobretot de salut, acudien a explicar la seva situació i els espectadors més solidaris cridaven per a oferir la seva ajuda.
Al juny de 2012, un poble de Salamanca va inaugurar la Plaça Sálvame en homenatge al programa de Telecinco. La ubicació d'aquesta plaça està situada en la part posterior de l'Església de San Pedro, al municipi de Calvarrasa de Abajo. El seu origen es remunta un mes abans, quan Paz Padilla va sol·licitar a algun municipi d'Espanya que els veïns homenatgessin el programa, per la qual cosa l'alcalde de Calvarrasa de Abajo, qui va assistir aquest dia a plató amb un grup d'habitants del seu poble, es va aixecar des de la graderia i va prometre un carrer. Finalment, el mes de juny va ser inaugurada una plaça i va ser la col·laboradora Marta López l'encarregada de pregonar-la.
L'11 de juny de 2012, el programa es va renovar per complet canviant tots els seus continguts, grafismes i plató, tal com va anunciar la cadena i l'espai mateix a través d'autopromocions en pantalla. L'anomenada #RevoluciónSálvame va començar en la tarda del 4 de juny, quan el format va voler mostrar en directe als seus espectadors com avançava la reforma del plató. En aquesta etapa s'hi incorporaren seccions com Quédate conmigo, Parada Sálvame, Orígenes i Lady España. En la primera, Dani Santos (concursant de Gran Hermano 12+1) ajudava diverses persones a trobar l'amor, mentre que en la segona, persones anònimes podien acudir a demostrar algun talent. La tercera, per la seva part, tractava de fer un reportatge en el qual els col·laboradors visitaven els llocs on van néixer i van passar la seva infància i, en el cas de la quarta, es tractava de recuperar el mític concurs de bellesa, la guanyadora del qual va ser Lady Andalusia.
El 17 de juliol de 2012, Rosa Benito va ser acomiadada de Sálvame. La col·laboradora de l'espai de Telecinco, presentat aquest dia per Paz Padilla, va ser acomiadada temporalment per la direcció del programa després d'enfrontar-se en directe al plató a José María Franco, ex-xòfer de la família de Rocío Jurado i un habitual dels programes del cor, on sol arremetre contra Ortega Cano i els Mohedano. Finalment la col·laboradora es va reincorporar al seu lloc en agost de 2012, així que va romandre fora del programa durant vint dies.
Al gener de 2013, María Teresa Campos va iniciar una nova secció anomenada El confesionario, que compaginaria amb La defensora de la audiencia, en la que els col·laboradors podien tractar els seus conflictes i esplaiar-se. De la mateixa manera, el programa estrenà la secció El reto más gordo, amb la finalitat d'ajudar a aprimar a algun personatge famós, i Carmen Bazán va ser la primera protagonista. Altres de les seccions llançades aquest any van ser El pasado siempre vuelve, on José Manuel Parada feia un repàs al passat d'algunes cares conegudes de la cadena, la qual estava destinada a buscar parella a Leticia Sabater, La caravana del olvido, en la qual Olvido Hormigos passava l'estiu buscant el millor cos de l'any, i Antes muertos que sencillos, en la qual els col·laboradors interpretaven una cançó caracteritzats del cantant original. També cal destacar els fitxatges de Jesús Mariñas, Desireé Rodríguez (finalista de Gran Hermano 14) i Miguel Temprano. És també remarcable, des de principis d'aquest any, la realització de tests d'intel·ligència als presentadors, col·laboradors i convidats per part de la psicòloga Irene López Assor.
Per la seva part, entre el 13 d'abril i el 8 de juny, les tardes dels dissabtes de Telecinco van estar ocupades per Las bodas de Sálvame. En l'espai presentat per Kiko Hernández i Carmen Alcayde, diverses parelles podien casar-se en les instal·lacions de Mediaset.
El 2 de setembre de 2013 va començar la cinquena temporada del programa, amb el retorn de Jorge Javier Vázquez, finalitzant la temporada d'estiu i canviant la banda sonora «Sálvame» de Bibi Andersen en la capçalera per la versió cantada per Mila Ximénez. A més, es va inaugurar una butaca de proves en la qual diversos periodistes famosos serien candidats a ocupar una nova cadira del format. Per la seva banda, Chelo García-Cortés va iniciar una secció de reportatges i entrevistes a peu de carrer anomenada Diario Ché, i Kiko Hernández va fer el mateix amb Se busca, un espai en el qual es recordava a personatges coneguts que ja no apareixien en televisió o havien caigut en l'oblit, repassant breument la seva trajectòria i comentant el que se sabia d'ells en l'actualitat. A part d'això, Bienvenida Pérez va fitxar pel programa per a dur a terme una secció denominada Al salir de class, en la que ensenyaria anglès als col·laboradors, i Joaquín Torres estrenaria El inspector del lujo.
Al juliol de 2014, Sálvame va celebrar el seu cinquè aniversari. Per a això, el programa va recrear la Divina comèdia i va demanar als espectadors fabricar una torxa casolana i córrer pels llocs més famosos del seu municipi. A més, els col·laboradors van donar la seva primera roda de premsa, es va celebrar una jornada de portes obertes amb exposicions per al públic, van fer un repàs de tot l'esdevingut al llarg dels cinc anys d'emissions i va haver-hi una sèrie de sorpreses per a l'equip.
Aquest mateix any, Carlota Corredera va tenir la seva primera experiència com a presentadora, concretament l'1 de setembre, encara que va ser un any més tard quan va passar a ser una dels tres presentadors titulars després de substituir a Paz Padilla durant les seves vacances. A més, van donar començament les seccions Cuentos chinos, en la qual Yong Li (finalista de Supervivientes 2014) havia d'exercir diferents treballs; Un príncipe para Karmele, amb la finalitat de buscar parella a la col·laboradora; Me encanta cuidarme, una secció de salud amb el doctor Luis Gutiérrez, i la segona versió d'El reto más gordo, aquest cop amb Mila Ximénez i Diego Matamoros com el seu entrenador. També és destacable el llançament del llibre de cuina Las recetas de Sálvame, amb plats senzills d'elaborar, consells i trucs.
El dia 17 de desembre de 2014, la Comissió Nacional dels Mercats i la Competència va instar Mediaset España al fet que adeqüés la qualificació per edats i l'emissió del programa, en considerar que algunes entregues de l'espai vespertí vulneraven l'horari infantil protegit. Des d'aquest dia, Telecinco va començar a reivindicar el seu dret a emetre lliurement els continguts en Sálvame, programa líder d'audiència en la franja de la tarda, amb les campanyes «Más Sálvame que nunca» y «Yo veo Sálvame». No obstant això, després de l'ultimàtum de la CNMC, Sálvame Deluxe va anunciar el 19 de desembre que el programa diari seria dividit en dos espais de diferent nom, amb continguts adequats segons la franja d'edat. Així, després de 1462 entregues, des del 22 de desembre de 2014, Sálvame es va dividir en Sálvame Limón, emès de 16:00 a 17:00 amb una qualificació de no apte per a menors de 12 anys i amb llibertat per a emetre certs continguts, i Sálvame Naranja, emès de 17:00 a 20:05, amb una qualificació de no apte per a menors de 7 anys i uns continguts més limitats.
L'any 2015, és destacable la celebració de la primera edició de la Sálvame Fashion Week, on els col·laboradors van desfilar vestits per coneguts dissenyadors. També cal esmentar l'arribada de María Patiño com a col·laboradora del programa i la posada en marxa de les seccions Más benita que ninguna, en la qual Rosa Benito rebria l'ajuda de coaches com Cristina Soria o Andrea Vilallonga per a ser més feliç, permetent-li canviar el seu estilisme o complir algun somni pendent; Lydia quién baila, en la qual Lydia Lozano preparava cada setmana una coreografia amb el ballarí Pol Chamorro per a executar-la en el programa i que els seus companys i l'audiència la puntuessin; Las rubias no somos tontis amb reportatges d'Ylenia Padilla, i la tercera versió d'El reto más gordo, ara amb Sema García (amic d'Isa Pantoja) i el seu entrenador personal, Rafa Martín.
Al llarg de l'any 2016, el programa va sofrir un ball de col·laboradors. Una d'elles va ser, encara que per poc temps, l'exdirectora i també presentadora del programa, Carlota Corredera. A més, al cap d'un any sense col·laborar en el programa, al gener hi va tornar Belén Rodríguez per a incorporar-se com a col·laboradora fixa, i uns mesos més tard també s'hi va incorporar Anabel Pantoja amb motiu de l'estrena de la nova edició de Supervivientes. Per altra banda, es va celebrar la segona edició de la Sálvame Fashion Week, s'estrenaren les seccions Bienvenido, Nicolás, d'entrevistes amb Francisco Nicolás Gómez Iglesias, i Te lo juro por Dior, en la qual Cristina Rodríguez analitzava els estilismes dels famosos. Quant a la secció Lydia quién baila, aquesta va ser substituïda per Rosa Pepi también baila, que tenia el mateix funcionament, però amb Rosa Benito com a protagonista. Tot i així, Lydia Lozano inicià Lydia ahora también canta, en la qual preparava una cançó setmanal amb el productor musical Alejandro Abad i la interpretava en plató caracteritzada del personatge.
No obstant això, el més significatiu d'aquest any va ser que tres de les col·laboradores veteranes del programa van abandonar Sálvame en poc temps: Rosa Benito va ser acomiadada al juny per problemes de la direcció amb la seva família, que va demandar als directors; Raquel Bollo, va deixar l'espai al novembre per motius d'índole personal i Karmele Marchante, qui formava part del programa des del primer dia, va abandonar Sálvame el 14 d'octubre d'aquest any perquè no se sentia ben tractada i, després de la seva marxa, va concedir diverses entrevistes criticant els seus excompanys. Després d'aquestes importants baixes, Sálvame va decidir posar en marxa un reality xou anomenat Sálvame Snow Week perquè el públic triés als nous col·laboradors. Després de dotze dies de convivència en un balneari de Panticosa, els més votats per l'audiència van ser la periodista Laura Fa, el "viceverso" Rafa Mora i l'exparella de Carlos Lozano, Mónica Hoyos, que es van incorporar al programa entre el desembre de 2016 i el gener de 2017.
El 14 de febrer de 2017, el programa va celebrar els seus 2.000 programes en les tardes de Telecinco amb una gala especial plena de números musicals, els quals van ser protagonitzats pels seus tres presentadors oficials, l'equip de col·laboradors fixos i l'equip del programa, amb històries emotives i el dia de Sant Valentí com a protagonista. El programa 2.000, anomenat Salvame in love, va estar presentat per primera vegada pels seus tres conductors oficials al mateix temps: Jorge Javier Vázquez, Paz Padilla i Carlota Corredera.
Al març de 2017, Mónica Hoyos va deixar d'aparèixer en pantalla i, al final del mateix mes, Belén Rodríguez va abandonar l'espai després d'una monumental brega amb Mila Ximénez. No obstant això, després de 7 mesos d'absència, va tornar al novembre del mateix any després de solucionar els problemes amb la sevillana.
Al llarg del període estival, el programa va incorporar Antonio Tejado i Suso Álvarez com a col·laboradors al plató, així com Marco Ferri i Ángel Garó perquè desenvolupessin distintes seccions (Ferri a Ibiza i Yo soy el señor Garó, respectivament, buscant en la primera la vida dels famosos a l'illa balear i realitzant monòlegs humorístics en la segona). Després de l'estiu, tan sols Tejado va continuar.
Per a la temporada 2017-2018, el magazín va fitxar Alba Carrillo i Carmen Borrego perquè tinguessin unes seccions pròpies (Las pelotas de Alba i Campos de batalla, respectivament), i en unes setmanes també van passar a ser col·laboradores a l'ús. També s'hi van incorporar Alonso Caparrós, Antonio Montero i María Lapiedra. Així mateix, el programa va posar en marxa una iniciativa en la qual els col·laboradors recrearien setmanalment una obra pictòrica espanyola en la secció Hecho un cuadro, amb la finalitat de ser pintats per Antonio DeCinti i de subhastar aquests quadres amb un preu de sortida de 200 euros (el de Jorge Javier Vázquez, 300 euros), donant la quantitat obtinguda a organitzacions benèfiques. El quadre de Belén Esteban, caracteritzada com el «Retrat de Dora Maar» de Pablo Picasso, va ser el que aconseguí una major recaptació: 2.750 euros. Després, es va dur a terme una secció anomenada Cuéntame, en la qual els col·laboradors s'autoentrevistarien tractant temes de la seva vida desconeguts o que són complicats per a ells. Pel seu costat, a l'estiu també van preparar un espai denominat Curso del 63, en el qual buscarien alguns amics i companys de classe d'un col·laborador perquè contessin anècdotes seves i com era aquest en la seva infància. El primer protagonista va ser Kiko Matamoros.
Més tard, Mediaset va confiar les campanades de cap d'any per a donar pas al 2018 als col·laboradors de Sálvame. Així, la direcció va decidir que Kiko Hernández fos a la Puerta del Sol, mentre que l'audiència va triar els quatre membres restants: Lydia Lozano, María Patiño, Mila Ximénez i Terelu Campos. A més, va haver-hi un programa previ i posterior, que va rebre el nom de Sálvame Stars, en el qual Jorge Javier Vázquez i tots els col·laboradors (excepte els que van presentar les Campanades) van sopar junts, van prendre el dotze grans de raïm i van reproduir coneguts vídeos musicals al costat de diversos cantants.
El 22 de gener de 2018, el programa va renovar completament la seva línia gràfica anunciant una nova etapa. Així, va estrenar logo, capçalera i identitat en tots els seus grafismes, inclosa la seva escenografia.
De cara al 2018, Sálvame va voler donar de nou vida a la secció de María Teresa Campos, aquesta vegada amb Carlos Lozano com a defensor del poble. No obstant això, després d'una nova polèmica entre les seves exparelles a mitjan abril, aquest va abandonar el programa al·legant que no volia que la seva filla es veiés perjudicada per aquests enfrontaments. Per la seva part, Miriam Saavedra (la seva última parella fins al moment) va debutar com a col·laboradora pocs dies després. A més, Chelo García-Cortés inicià una secció al maig anomenada Bienvenida, Mrs. Chelo, en la qual recorreria localitats de les diferents comunitats autònomes d'Espanya per a endinsar-se en els seus costums i després, al plató, vestir-se amb el vestit regional i demostrar allò après, com tocar un instrument musical o executar un ball típic. També, el 13 de juny del mateix any, Carlos Lozano va ser substituït per Kiko Matamoros per a donar veu a l'audiència a través d'El club del espectador (anomenat El chirinkiko en època estival). Poc després, durant l'estiu, Víctor Sandoval va iniciar una secció per a fomentar l'adopció de gossos anomenada Perro qué bien i Belén Esteban va començar una secció d'entrevistes al cotxe denominada Belén a bordo, en la qual va comptar amb personatges com Javier Calvo i Javier Ambrossi, Toñi Moreno, David Cantero, Ágatha Ruiz de la Prada o Itziar Castro. A més, es va produir tant l'arribada de Núria Marín com a nova presentadora substituta, qui va debutar el 3 d'agost, com el retorn de Diego Arrabal i Antonio Tejado com a col·laboradors (aquest últim va tornar 38 dies després d'abandonar), mentre que Alonso Caparrós, Miriam Saavedra i Jesús Manuel Ruiz abandonaren el programa.
Amb l'inici de la temporada 2018/2019, Carmen Borrego, al voltant d'un mes després de sotmetre's a una lipoescultura i liposucció de coll i barbeta per a reduir la seva papada, i a un arranjament de parpelles i celles per a rejovenir la seva mirada, va iniciar Desafío Borrego, una secció destinada a perdre pes i posar-se en forma al costat de Gonzalo Magento, un entrenador personal. També, des del mes de juny, es va gestar la segona part de Curso del 63, aquesta vegada amb Lydia Lozano, la qual va tenir lloc el 12 d'octubre de 2018.
El dia 14 de setembre de 2018 Isabel Pantoja va trucar per sorpresa al mòbil de la seva examiga Chelo García-Cortés per donar unes declaracions al programa Sálvame mentre aquest s'emetia en directe. En una intervenció històrica que duraria aproximadament 1 hora i 15 minuts, va parlar sobre la seva filla i la seva exempleada de la llar (Dulce Delapiedra), a més de discutir altres temes relacionats amb els col·laboradors del programa. Aquest moment va ser el més vist del dia en la televisió, aconseguint els 5 milions d'espectadors durant la trucada. Així mateix, el dia 21 va tornar a trucar per a abordar els mateixos temes.
Més tard, María Jesús Ruiz es va unir al planter de col·laboradors del programa. Així mateix, després de finalitzar el Desafío Borrego, el març de 2019 es va iniciar el Plan Pantoja, aquesta vegada amb Anabel Pantoja com a protagonista i amb la culturista Pepa Sanz com a entrenadora. Per la seva part, entre finals de març i principis d'abril, Diego Arrabal va deixar de col·laborar en el format després de sortir a la llum una polèmica sobre un suposat affaire amb la seva companya Gema López, i Carmen Borrego va fer el mateix per no sentir-se recolzada pels seus companys en el programa.
Després, per celebrar el desè aniversari de l'espai, Mediaset va posar en marxa un breu format especial en el qual tancarien a la casa de Gran Hermano a diversos col·laboradors de la història de Sálvame durant uns dies (entre el divendres 12 i el dilluns 15 d'abril de 2019). Aquest espai, denominat Sálvame Okupa, serviria a més com a nexe entre la final de Gran Hermano Dúo i l'inici de Supervivientes 2019, que arribaria després de Setmana Santa. El guanyador d'aquesta edició de Sálvame Okupa va ser Víctor Sandoval, mentre que Lydia Lozano i Anabel Pantoja van ser la segona i tercera finalista, respectivament.
D'altra banda, Terelu Campos va anunciar el 22 d'abril de 2019 que abandonaria el programa, ja que no suportava les crítiques cap a la seva família per part de la resta d'integrants. Un dels motius va ser la situació de la seva mare en la cadena després de finalitzar el seu contracte i l'altre, la participació de la seva germana Carmen Borrego a Sálvame Okupa després d'haver abandonat el magazín vespertí a causa de desavinences amb els seus companys. Així mateix, al breu reality xou, va rebre un cop amb un pastís en una zona on recentment havia estat operada, per la qual cosa Borrego va presentar posteriorment un informe mèdic que li impedia assistir al programa, encara que va ser vista aquests dies en una destinació vacacional, la qual cosa va despertar les opinions negatives dels col·laboradors de Sálvame i que Terelu hagués de fer-ne front, entre altres coses.
Més tard, després d'haver estat el terror dels concursants de Gran Hermano, Gran Hermano VIP, Gran Hermano Dúo i Sálvame Okupa amb el seu llençament de pastissos, el 22 de maig de 2019, Sálvame va anunciar el fitxatge de Juan Serrato. L'actor, caracteritzat com a «Payasín», va estrenar una secció setmanal denominada Colorín colorado, Payasín te ha tocado, en la que seria reporter de carrer i, a més, preguntaria a algun famós quin col·laborador del programa havia de rebre un pastís a la cara, i aquest el rebria el dia que estigués al plató. Per la seva part, l'1 de juliol, malgrat haver realitzat aparicions esporàdiques prèviament, Jesús Manuel Ruiz va tornar al programa com a col·laborador.
El 8 d'agost de 2019, el programa va dedicar el seu espai a un especial denominat Sálvame Marbella y tal y tal, en el qual repassarien com era la vida a la Marbella dels anys 90 amb personalitats com Jesús Gil, Mª Ángeles Marín, Gunilla von Bismarck, Jaime de Mora y Aragón, el rei Fahd bin Abdulaziz o Raymond Nakachian i Kimera.Per a això, el programa va comptar amb la col·laboració especial d'Ania Iglesias –segona finalista de Gran Hermano 1– per a caracteritzar els col·laboradors d'aquestes personalitats, i amb el testimoni de Rappel, Rosa Villacastín, Olivia Valère i altres persones relacionades. Dues setmanes després, el 28 d'agost, Geles Hornedo va estrenar una secció sobre feminisme anomenada Con M de mujer i Alonso Caparrós va tornar com a col·laborador després de la marxa d'Antonio Tejado el dia 30.
Amb el començament de la temporada 2019/2020, Sálvame va plantejar una secció anomenada Un príncipe para Pepicienta, a través de la que buscarien parella a Pepa Sanz, l'entrenadora de Anabel Pantoja a El plan Pantoja. Així mateix, la secció del club de l'espectador, capitanejada per Kiko Matamoros, va passar a dir-se El sheriff de Sálvame amb l'arribada de la tardor.
Després del cessament d'emissions de Pasapalabra, des del 2 d'octubre de 2019 (programa 2688), l'espai es va allargar una hora més amb la denominació Sálvame Banana, la qualificació d'edat de la qual seria no recomanada per a menors de 16 anys. A més, el 10 d'octubre, Ylenia Padilla es va sumar a l'elenc de col·laboradors quatre anys després d'haver capitanejat la secció Las rubias no somos tontis. Poc després, des del 18 d'octubre, Sálvame Banana va incloure en els seus últims minuts una secció concurso anomenada El tirón, a través de la qual Telecinco rescataria l'essència de l'última prova de Pasapalabra i al seu presentador Christian Gálvez.
Per finalitzar 2019, Antonio David Flores va començar a col·laborar en el programa des del 11 de desembre. Aquest fet va tenir com a conseqüència la sortida de Belén Rodríguez, amb qui no tenia bona relació. Posteriorment, el 22 de gener de 2020, Almudena Martínez «Chiqui» va tornar al programa amb una secció de reportatges anomenada Chiquiinforme semanal.
El 3 de febrer de 2020, Sálvame Cereza va substituir Sálvame Limón de manera puntual a causa de l'estrena –en simulcast amb Divinity– de la telenovel·la turca Amar es primavera: Cherry season dins de l'espai. Aquesta pràctica havia estat portada prèviament amb Kara Sevda: Amor eterno, Sühan: Venganza y amor i Dolunay, sense haver-se produït cap canvi en la marca del programa com en aquest cas.
Per la seva part, el 4 de febrer de 2020, María Jesús Ruiz va tornar al programa, aquesta vegada amb una secció anomenada La pequeña Ruizeñora, en la qual hauria de caracteritzar-se cada setmana d'un cantant i interpretar una de les seves cançons amb l'ajuda del productor musical Alejandro Abad.
El 9 de març de 2020, amb motiu del trentè aniversari de Telecinco, Sálvame va dur a terme un homenatge a Aquí hay tomate. Així, Sálvame Banana es va convertir en Sálvame Tomate, el qual va comptar amb Jorge Javier Vázquez i Carmen Alcayde, els seus reporters i moltes de les seves característiques. Després de l'especial, el programa va mantenir la denominació Sálvame Tomate per al seu últim tram després de 110 emissions com a Sálvame Banana.
Durant el confinament per la pandèmia de COVID-19, Sálvame es va adaptar a les circumstàncies. Per a això, va dur a terme taules de debat informatiu amb experts, va comptar amb la col·laboració de sanitaris, policies, polítics, psicòlegs, economistes i metges, especialment amb el doctor Jesús Sánchez Martos, qui el 4 de juny tornaria amb l'estrena de la secció Una preguntita, doctor; va connectar amb col·laboradors i altres personalitats via videotelefonada i va proporcionar consells sobre la malaltia. A més, va posar en marxa seccions com La pizarra de la verdad, on els col·laboradors es qualificaven entre ells al voltant d'uns adjectius establerts; Las recetas de Belén, en la qual Belén Esteban elaborava una recepta de cuina dues o tres vegades a la setmana; El juicio de Mila, en la qual Mila Ximénez destacava als millors i pitjors personatges de la jornada "manant-los" al cel o a l'infern; els reptes per a rapar el pèl a col·laboradors, l'enquesta a través de la qual l'audiència decidiria sobre la continuïtat de Rafa Mora com a col·laborador o si seria substituït per Kiko Jiménez (finalment es va unir al programa el 14 de juliol sense substituir a ningú) i Puesta a Panto, on Anabel Pantoja actuava com a professora d'exercici aeròbic. També, en aquest període van participar com a col·laboradors Miguel Frigenti, Marta López, Carolina Sobe i Raquel Mosquera. A més, amb l'avançament temporal d'Informativos Telecinco a les 20.45, El Tirón va suspendre les seves emissions definitivament.
En la primavera de 2020, Telecinco va preparar un format per a la nit dels divendres titulat La última cena, on diversos col·laboradors i rostres habituals de Sálvame competirien entre ells per parelles a través de la preparació d'un sopar per als seus companys amb la valoració i puntuació d'aquests, d'un jurat professional i de l'audiència. La finalitat del concurs era de caràcter benèfic. Aquest programa també va comptar amb dos especials nadalencs, un per a la seva emissió en la Nit de Nadal i un altre en Nit de cap d'any, i va renovar per una segona temporada amb rostres coneguts externs a Sálvame, la qual arribaria el 22 de juliol de 2021.
D'altra banda, el 6 d'agost de 2020, el programa va estrenar la secció La verbena de Sálvame, en la qual cada setmana, un col·laborador protagonitzava una actuació musical amb caracterització inclosa, mentre que la resta s'encarregava de puntuar-la. Poc després, el dia 17, van saltar les alarmes per un possible cas positiu de COVID-19 entre els col·laboradors del programa, per la qual cosa tres dies després, Mediaset va comunicar l'acomiadament de Marta López per la seva actitud irresponsable en l'àmbit privat i, com a conseqüència, per posar en perill la salut dels treballadors del grup de comunicació, de manera que prescindiria de la seva col·laboració en els seus diferents programes d'entreteniment. No obstant això, la col·laboradora va tornar poc després per tractar-se d'un error per ser el resultat de la seva prova un fals positiu.
Entre el 20 d'octubre i el 15 de desembre de 2020, el concurs ¡Quiero dinero! es va emetre dins de Sálvame Tomate, on els col·laboradors que volguessin participar havien de superar cinc reptes diaris per a acumular diners.
Mesos més tard, entre el 19 d'abril de 2021 i el 14 de juny de 2021, la versió diària d'El precio justo va substituir Sálvame Tomate. No obstant això, les inferiors dades d'audiència del concurs en comparació amb el programa de cor i l'arribada a la graella de Telecinco de l'Eurocopa van fer que aquest tornés el 15 de juny del mateix any.
Durant la temporada 2020-2021, Mila Ximénez va abandonar el programa per motius de salut després de més d'onze anys ininterromputs en aquest, Antonio David Flores va ser acomiadat de Telecinco i es van produir les incorporacions de José Antonio Canales Rivera, Bibiana i Raquel Rodríguez (Las Mellis), i Antonio Canales, a més de Josep Ferré (des de febrer), qui imitava habitualment a col·laboradors o personatges. Així mateix, Rocío Carrasco va arribar el 7 de juliol a l'espai com a nova defensora de l'audiència en la seva secció Hable con ella.
El 23 de juny de 2021, va morir Mila Ximénez a causa del càncer de pulmó que li van detectar al juny de 2020. Així, la mateixa tarda de la seva defunció, li van retre homenatge al programa, el qual no estava previst, ja que en el seu lloc estava previst emetre un partit de futbol de l'Eurocopa entre les seleccions d'Eslovàquia i Espanya. A més, l'endemà van realitzar l'especial Eterna Mila, en el qual van recordar els millors moments de la col·laboradora en Sálvame, van establir un mural amb un grafiti amb el rostre de la mateixa –anomenant el plató «Plató Mila Ximénez» en el seu honor– i deixant anar una «M» formada per globus cap al cel mentre sonaven cançons que li agradaven de la mà de Juan Peña, com van ser «A mi manera» de Frank Sinatra i «Qué no daría yo» de Rocío Jurado.
L'11 d'agost del mateix any, el plató es va transformar en un autocinema per a projectar Anabel al desnudo, un documental en el qual s'analitzava l'ascendent projecció mediàtica de'Anabel Pantoja i el creixement professional de la mateixa quan es complien deu anys de la seva primera aparició en televisió. Aquest va comptar amb el testimoniatge de companys de la neboda d'Isabel Pantoja, així com de psicòlegs, experts en comunicació verbal i no verbal, experts en xarxes socials o crítics de televisió, entre d'altres.
D'altra banda, després de la no renovació del contracte del ballador Antonio Canales, Carmen Alcayde va fitxar pel programa el 30 d'agost de 2021, el qual es va reforçar també amb la reincorporacions d'Alba Carrillo i Carmen Borrego. A més, Sálvame Tomate va desaparèixer de la graella de Telecinco durant una setmana (entre el 6 i el 10 de setembre) per a deixar el seu lloc al concurs Alta tensión, però va tornar a emetre des de llavors, de manera ocasional, fins a l'arribada de Ya son las ocho.
En l'últim trimestre de 2021, Sálvame va dur a terme diversos especials. Així, l'1 d'octubre, va cobrir les noces de Anabel Pantoja i Omar Sánchez; el 14 de desembre, va realitzar un homenatge a Rocío Jurado amb El último viaje de Rocío, en el qual Rocío Carrasco va descobrir algunes pertinences de l'artista i diversos cantants van interpretar cançons d'aquesta; el 24 de desembre, en Sálvame: Navidad musical, els col·laboradors es van posar en la pell dels actors protagonistes d'alguns dels espectacles musicals més famosos de la història cantant i ballant els seus temes més emblemàtics, i el 31 de desembre, van repassar els moments més destacats de l'any atorgant premis.
El 17 de gener de 2022, Sálvame Limón es va diferenciar de la resta de l'espai i va passar a denominar-se Sálvame Lemon Tea. En ell, María Patiño i Terelu Campos, en els seus estils diferents –de vegades fins i tot contraposats–, es reunien l'hora del te en el plató per a compartir els seus punts de vista i donar les claus dels temes del cor més candents. A continuació, al voltant de les 17:00, continuaria Sálvame Naranja en el seu format habitual.
El 20 de gener, Paz Padilla va abandonar el programa durant la seva emissió després de tenir un fort enfrontament amb Belén Esteban a causa de les polèmiques declaracions de la presentadora sobre la vacunació contra la COVID-19. Així, després de diverses setmanes sense notícies de la gaditana, el 2 de març es va anunciar que havia estat acomiadada de Mediaset España, de manera que va deixar de ser, com a conseqüència, presentadora del programa.
El 7 de febrer, la periodista Adela González es va incorporar a l'equip de Sálvame amb l'objectiu de contextualitzar i completar amb dades els temes que s'abordessin. D'aquesta manera, complementaria la funció dels presentadors.
A causa de la baixada d'audiència que estava travessant el programa, el 22 de març es va anunciar que David Valldeperas i Alberto Díaz, els directors del programa fins al moment, abandonarien la direcció per a esdevenir col·laborador de la versió diària i director de la versió Deluxe, respectivament. Aquests van ser substituïts des del 28 de març per Óscar Cornejo, CEO de La Fàbrica de la Tele, mentre que David Linares, director fins al moment del programa Socialité, seria subdirector. Un dia després, es va anunciar que el 25 de març seria l'últim dia que Carlota Corredera presentaria el programa, ja que s'involucraria totalment en un altre projecte de la productora (¿Quién es mi padre?). En el seu lloc, Terelu Campos i María Patiño van prendre les regnes de l'espai a duo (encara que també ho van fer per separat) quan no hi era Jorge Javier, i van deixar la conducció de la primera hora, que va recuperar el nom de Sálvame Limón, exclusivament en mans de Jorge Javier Vázquez i Adela González (i Núria Marín en substitució del primer), també des del dilluns 28 de març. Aquell mateix dia, Belén Esteban es va estrenar com a presentadora de la seva pròpia secció, un talk xou anomenat Lo de Belén que ocupava part de l'última hora del programa, en el qual convidaven a una sèrie de persones per a aportar el seu testimoniatge personal sobre un tema concret. A més, va iniciar una docuserie sobre la vida d'Isabel Pantoja denominada Sin perdón. Tots aquests canvis van venir acompanyats de novetats quant al logo, la capçalera i la identitat en els seus grafismes, així com de la recuperació de la sintonia original, interpretada per Bibiana Fernández, elements que van tornar a ser canviats el 27 d'abril amb motiu del tretzè aniversari del programa.
Després de diverses setmanes des de la introducció de les novetats, el 14 d'abril es va emetre per última vegada Lo de Belén. A més, Sálvame Limón va recuperar des del dia 19 el format original, tal com s'havia emès fins al 14 de gener, amb la participació de tots els col·laboradors, amb els mateixos presentadors en tots dos trams i sense pràcticament distinció de la versió Naranja, i el 21 d'abril, Adela González es va unir al duo de María Patiño i Terelu Campos els dijous i divendres. Igualment, David Valldeperas va tornar al maig a la direcció del format, a la qual també s'hi va incorporar Patricia González, procedent del Deluxe, i Pipi Estrada va tornar com a col·laborador deu anys després. També, després de 6 anys, es va dur a terme la tercera Sálvame Fashion Week en la setmana del 23 de maig, la desfilada de la qual va tenir lloc el dia 25 a la nit.
El 22 de juny de 2022, Telecinco va anunciar la creació de Sálvame Mediafest, un programa musical per al prime time dels dimecres en el qual els col·laboradors cantaven al costat d'algun cantant o grup famós, es transformaven en drag queens o apadrinaven un treballador de Mediaset amb dots per al cant, fet que suposava una competició entre ells. Per la seva part, el 4 de juliol va començar Sálvame Sandía, un últim tram de 20:00 a 21:00, igual que el seu predecessor Sálvame Tomate, per a substituir a Ya son las ocho, en el qual Carlos Lozano recorria el litoral espanyol per a conèixer les opinions de la gent sobre el programa, els seus continguts i els seus col·laboradors. No obstant això, «la ruta de la sandía» no va funcionar i de seguida van tornar les situacions de plató, en la línia del que van ser en el seu moment Sálvame Banana o Sálvame Tomate, encara que van aprofitar el fitxatge de Carlos Lozano per a conduir al costat dels presentadors habituals aquesta última hora. En aquesta part del programa, es van dedicar a sotmetre als col·laboradors a reptes, a realitzar-los proves sobre el seu nivell d'estrès o a buscar parella tant a Carlos Lozano com a Terelu Campos en la secció Su media sandía, així com a tractar el crim dels marquesos d'Urquijo amb un documental i un debat després de la defunció recent de Juan Manuel de la Sierra, fill menor d'aquests marquesos. Més tard, el 8 d'agost, van estrenar la secció Ya son las ocho menos ocho, by Carmen Borrego, en la qual la col·laboradora (o Lydia Lozano i Carlos Lozano en la seva substitució) parlava sobre curiositats, temes virals i personatges que habitualment no tenien cabuda en el programa.
El 5 de setembre, José Antonio Avilés es va incorporar a l'espai com a col·laborador, cosa que també va fer La Prohibida dues setmanes després, encara que les seves aparicions van ser comptades. El 16 de setembre, per la seva part, Carlos Lozano va tornar a deixar el programa a causa del retorn de Jorge Javier Vázquez, de manera que Sálvame Sandía va tornar a ser un prolongació de Sálvame Naranja sense gairebé diferències. Més tard, el 4 d'octubre, després de la repercussió que va tenir la visita de Jorge Javier a la casa de Conchi Ortega Cano una setmana abans, va establir-se la secció Ding dong, Jorge Javier a domicilio, en la qual el presentador anava a la casa de seguidors del programa a xerrar i a berenar. Poc després, aquesta secció es va expandir de manera internacional de la mà de Patricia Donoso, qui va anar a Itàlia a la recerca d'Al Bano.
El 31 d'octubre, Sálvame Sandía es va emetre per última vegada amb l'arribada de Café con aroma de mujer a les 19:00, de manera que Sálvame Naranja també va veure el seu horari reduït una hora en les tardes de Telecinco. No obstant això, el 8 de novembre es va tornar a emetre fins a les 20:00 a causa de l'escàs èxit del serial. Així mateix, amb el trasllat d'aquesta sèrie a Divinity, va tornar l'emissió de Sálvame Sandía des del 21 de novembre fins al 16 de desembre, ja que el dia 19 van arribar els concursos 25 palabras i Reacción en cadena, així que es va veure de nou l'horari del programa de cor reduït fins a les 19:15 hores en Telecinco, però van passar a emetre l'última part d'aquest programa a través de Mitele Plus, amb la denominació de Sálvame Naranja Plus, de 19:15 a 20:00. Cal destacar que en aquesta última breu etapa del Sandía, el format es va obrir als successos amb el periodista Nacho Abad amb la secció Las claves de Nacho Abad i que la periodista Cristina Porta es va unir al planter de col·laboradors el 2 de desembre.
El 27 d'abril de 2023, el programa va celebrar el seu catorzè aniversari com a format diari, i el va fer recordant moments destacables de la història de l'espai a través de la figura de la col·laboradora Mila Ximénez, morta al juny de 2021. Per això, Jorge Javier Vázquez i la resta de l'equip visible de Sálvame van arrencar el programa des del terrat de Mediaset en la qual es van acomiadar d'ella llançant a l'aire una enorme «M» feta de globus grocs, la mateixa que van recuperar el dia de l'aniversari per a homenatjar-la. A més, entre altres coses, van emetre àudios inèdits de la sevillana i el presentador va cantar a duo amb ella, a través d'un enregistrament, el tema «Si te marchas» de la cantant Merche, cançó que va cantar Mila tantes vegades en els primers anys del programa.
D'altra banda, el 26 de maig va tenir lloc la quarta i última edició de la Sálvame Fashion Week. En ella, dissenyadors novells i consagrats van vestir els col·laboradors de l'espai vespertí perquè lluïssin les seves peces a la passarel·la i competissin per ser el millor model.
Prèviament, el 5 de maig de 2023, es va anunciar que el programa finalitzaria les seves emissions en les tardes de Telecinco el 16 de juny, encara que finalment ho va fer el 23 de juny, després de 3.639 episodis i 15 temporades. Davant la notícia, fent gala de l'humor que li caracteritzava, el programa va fer, entre altres coses, una neteja de males energies al plató i els col·laboradors van elaborar els seus curriculum vitae, interessant-se per noves possibles ocupacions, en la secció Sálvame del paro, amb el final del format vespertí a la vista. Cal destacar que van existir rumors que Telecinco, o fins i tot un altre canal o plataforma, podria haver continuat amb el programa, ja fos tal com se'l coneixia, amb una versió reduïda del mateix o, almenys, amb el seu equip a través d'altres projectes, una informació que va acabar sent desmentida per Mediaset. De fet, la productora es va enfrontar a un expedient de regulació d'ocupació que va afectar més de 160 treballadors.
El divendres 9 de juny de 2023, a dues setmanes de finalitzar el programa, Sálvame Limón es va emetre per última vegada a causa de l'arribada de la sèrie diària Mía es la venganza a les tardes de Telecinco des del dilluns següent. Així, el format vespertí va comptar únicament amb la seva versió Naranja en la seva recta final, amb una durada d'una mica més de dues hores (16:45-19:00) en les tardes de la cadena. Així i tot, l'últim programa es va allargar fins a les 21:00, de manera que es va recuperar l'apartat del Sandía.
Durant l'última setmana, es va dur a terme un sorteig entre les persones inscrites al web per a acudir de públic l'últim dia a través d'un bombo com el de la loteria. A banda, un grup d'estudiants de Periodisme va realitzar una entrevista als col·laboradors i a les presentadores a través d'una roda de premsa en plató.
El 23 de juny de 2023, va tenir lloc l'última entrega de Sálvame, presentada per Adela González, Terelu Campos i María Patiño, la qual va comptar amb 18 col·laboradors (Lydia Lozano, Kiko Hernández, Belén Esteban, Kiko Matamoros, Gema López, Chelo García-Cortés, Antonio Montero, José Antonio Canales Rivera, Pilar Vidal, Carmen Borrego, José Antonio Avilés, Miguel Frigenti, Alonso Caparrós, Rafa Mora, Marta López, Laura Fa, Carmen Alcayde i Víctor Sandoval, així com l'imitador Josep Ferré). Aquesta va estar amenitzada en tot moment per l'orquestra Stereo Star Band i va fer un recorregut per la història del programa, a més de connexions amb espectadors de Austràlia, Noruega, els Estats Units i Guinea Equatorial, així com l'emissió d'un últim Diario Ché. Així mateix, van crear una càpsula del temps amb objectes importants del format (els auriculars i orelleres dels directors, l'accessori amb el logo dels micròfons de l'espai, una fotografia de l'equip de Sálvame, la escaleta de l'últim programa, el polígrafo secret que Lydia Lozano es va fer en A tu lado l'any 2005 i un pergamí amb una carta redactada pels col·laboradors) en una petita cambra cuirassada que guardarien durant 100 anys. Després, van interpretar l'himne que els va compondre Alejandro Abad, anomenada «Borrón y cuenta nueva», i van prendre una foguera per Sant Joan amb mobiliari, documents i objectes històrics, la qual va ser encesa per Antonio Rebollo, l'arquer que va encendre la flama olímpica del peveter dels Jocs Olímpics de Barcelona 1992. Cal destacar també la presència de rostres que havien format part de l'espai, com Cristina Soria, José Perea, Manuel Zamorano, Núria Marín, Jesús Sánchez Martos, Jimmy Giménez-Arnau i Helen Wade, a més dels reporters Laura Lago, Omar Suárez, Juanjo Perona, Kike Calleja, José Antonio León, Raúl Triguero, Ion Aramendi i Verónica Rica.
El programa es va acomiadar en la seva última emissió amb una audiència d'1.234.000 espectadors (15,2%) entre les 16:45 i les 20:00, i amb 1.071.000 espectadors (14,8%) en la seva última hora. Com a curiositat, Sálvame va ser vist al llarg dels seus 14 anys d'història pel 97,1% de la població espanyola (43.251.000 persones).
Per la seva part, a pesar que estava previst que el Deluxe també emetés el seu últim programa el 23 de juny, Mediaset va decidir allargar tres setmanes més el format setmanal per ajustos de programació. Aquest últim episodi, presentat per María Patiño i Terelu Campos, va comptar amb Mercedes Milá, Conchita Pérez (la poligrafista del programa) i Leticia Sabater com a convidades, mentre que Kiko Matamoros, Kiko Hernández, Chelo García-Cortés, Carmen Borrego, Jimmy Giménez-Arnau i Víctor Sandoval es van sotmetre a l'últim polígraf múltiple, tot això mentre els operaris desmuntaven el decorat d'un plató que ja solament conservava dues pantalles grans i les graderies. Altres col·laboradors que van formar part d'aquesta entrega van ser Marta López, Miguel Frigenti, José Antonio Avilés, Pilar Vidal i Antonio Montero. D'aquesta manera, el final del Deluxe, produït el 14 de juliol de 2023, va suposar també el final de l'univers Sálvame. Així i tot, una setmana després de la seva final, el divendres 21 de juliol, Telecinco va emetre un especial anomenat Lo más Deluxe per tal de recordar els millors moments del format amb la finalitat d'evitar enfrontar l'estrena del programa substitut amb la final de Tu cara me suena. Posteriorment, l'espai setmanal va ser reemplaçat per La última noche, un format de Cuarzo Producciones presentat per Sandra Barneda, el qual barrejaria assumptes seriosos i al caient de l'actualitat amb uns altres més relacionats amb la crònica social i l'entreteniment.
Finalment, el programa diari va ser rellevat per Así es la vida, un format de Cuarzo Producciones presentat per Sandra Barneda i César Muñoz. Aquest va ocupar la franja en la qual s'emetia Sálvame fins a l'arribada, el 18 de setembre, de TardeAR, un magazín produït per Unicorn Content i conduït per Ana Rosa Quintana que s'emetria de 17:00 a 20:00, de manera que es va reduir l'horari d'Así es la vida fins a les 17:00.
Després del final de Sálvame, La Fábrica de la Tele va gravar entre el 19 i el 29 de juliol un docu-reality en el qual Belén Esteban, Lydia Lozano, María Patiño, Kiko Hernández, Kiko Matamoros, Chelo García-Cortés, Terelu Campos i Víctor Sandoval viatjarien per Miami i la Ciutat de Mèxic per a mostrar les seves aventures per les ciutats i visitar programes de televisió d'un estil semblant al de Sálvame, com ¡Siéntese quien pueda! (Univision), Chismorreo i Vivalavi (ambdós del Canal 6 de Mèxic). Aquest format, anomenat Sálvese quien pueda i compost de sis capítols, d'aproximadament 45 minuts de durada, va ser emès a través de la plataforma Netflix, on es van estrenar els tres primers capítols el 10 de novembre de 2023 y els tres restants, l'1 de febrer de 2024.
El dimecres 17 d'abril de 2024, es va anunciar Ni que fuéramos Shhh (denominat abans de la seva estrena Ni que fuéramos Sálvame), un espai emès de dilluns a divendres durant, aproximadament, quatre hores a través de Canal Quickie, gestionat per la productora La Osa Producciones Audiovisuales (anteriorment, La Fábrica de la Tele i, posteriorment, Fabricantes Studio). El canal, dedicat a l'actualitat del món del cor i la televisió, estaria disponible a través de les principals plataformes de transmissió en línia, com són YouTube i Twitch, canals FAST com Pluto TV, Rakuten o Tivify, pàgines webs especialitzades com El Televisero o Pronto.es i en format pòdcast a través de Spotify i Amazon Music, mentre que el seu senyal durant l'emissió del programa també seria retransmès a través de canals lineals nacionals i autonòmics com Ten, Cantabria Televisión i Atlántico TV. El format va comptar amb la col·laboració de rostres com Belén Esteban, Lydia Lozano, Kiko Hernández, Kiko Matamoros, Chelo García-Cortés o Víctor Sandoval i va ser presentat per María Patiño. La seva primera emissió va tenir lloc el 15 de maig de 2024, encara que va fer una aturada durant l'agost, i va estar en antena fins al 27 de març de 2025, ja que l'equip es va embarcar en altres projectes, com els programes La familia de la tele, emès en La 1 de Televisió Espanyola, o Tentáculos i el seu successor No somos nadie, ambdós emesos en Ten.

## Format
Sálvame era un programa que, encara que es diferenciava d'altres formats, recordava a programes del passat com Aquí hay tomate, Tómbola, A tu lado, TNT, Salsa rosa o Crónicas Marcianas. En ell, principalment, es comentava l'actualitat del món del cor i dels personatges populars del país, convidant-los a acudir al programa per a comentar-lo. A vegades, això provocava que, si en qualsevol moment es produïa una gran discussió i un dels integrants abandonava el plató, el programa fes una aturada a l'escaleta de continguts per a enfocar-se directament en una càmera perseguint el col·laborador, arribant a mostrar diferents llocs de l'edifici de Fuencarral, com els banys, els camerinos, els passadissos o les redaccions.
En definitiva, les notícies del cor s'alternaven amb diferents seccions que apareixien al llarg de la història del programa. A més, de tant en tant, es presentava al plató alguna actuació musical o es promocionava el disc d'algun artista convidat (això succeïa en els últims segons d'emissió, mentre els presentadors acomiadaven el programa).
En els primers anys del format, els col·laboradors es limitaven a comentar l'actualitat de la premsa rosa. No obstant això, a mesura que va anar evolucionant el programa, la vida privada dels col·laboradors, així com les relacions entre ells (discussions, bromes, amistats) van guanyar cada vegada més espai, com les relacions de Belén Esteban i el robatori a casa seva, la separació de Rosa Benito, els deutes de Karmele Marchante, etc. Cada tarda es comentava qualsevol detall que ocorregués en la vida dels col·laboradors. A més, el programa també es nodria dels successos dels reality xous de la cadena com Supervivientes o Gran Hermano VIP.
Al juny de 2012, amb el canvi en els continguts i, en general, en el format del programa, es van crear tres noves seccions. En el primer dels casos, un talk xou anomenat La Parada o Parada Sálvame, en el qual convidats anònims es presentaven en plató per a mostrar el seu talent. D'altra banda, el programa va recuperar el format Lady España i el va emetre dins d'aquest. També, el programa emetia una secció anomenada Orígenes, en la qual els col·laboradors visitaven els llocs on van néixer i van gaudir de la seva infància, i els divendres s'emetia una altra que rebia el nom de Quédate conmigo, en la qual buscaven parella a un convidat. Aquests espais van durar uns 6 mesos.
D'altra banda, des de l'octubre de 2019 fins al març de 2020, els últims minuts del programa eren ocupats pel concurs El tirón. En aquesta secció, presentada per Christian Gálvez, dos concursants s'enfrontaven a una sèrie de preguntes de cultura general per a aconseguir els diners acumulats en el pot.
Sálvame va comptar amb gran quantitat de seccions al llarg de la seva història. Algunes d'aquestes van ser, entre d'altres, El club del espectador, Diario Ché, Lydia quién baila, Belén a bordo, Las pelotas de Alba o Campos de batalla.
Cal destacar que, des del març del 2009 fins al setembre del mateix any, el programa es va emetre des de l'estudi número 3 del grup audiovisual. Aleshores, es va traslladar el decorat del programa a l'estudi número 1.

## Equip
- Producció
  - La Fábrica de la Tele
- Direcció i coordinació
  - David Valldeperas (2009-2023)
  - Carlota Corredera (2009-2014)
  - Raúl Prieto (2009-2017)
  - David Núñez (2010-2022)
  - Saúl Ortiz (2009-2013)
  - Patricia González (2016-2017 / 2022-2023)
  - Alberto Díaz (2017-2023)
  - Miquel Rodríguez (2021-2022)
  - Rocío Martín (2021-2023)
  - Mayte Ametlla (2022-2023)
  - Óscar Cornejo (2022)
  - David Linares (2022-2023)
  - Carmen Borrego (Puntualment el 2023)

### Presentadors

#### Titulars
| Presentadors         | Informació                                 | Durada | Durada | Durada | Durada | Durada | Durada | Durada | Durada | Durada | Durada | Durada | Durada | Durada | Durada | Durada |
| Presentadors         | Informació                                 | 2009   | 2010   | 2011   | 2012   | 2013   | 2014   | 2015   | 2016   | 2017   | 2018   | 2019   | 2020   | 2021   | 2022   | 2023   |
| -------------------- | ------------------------------------------ | ------ | ------ | ------ | ------ | ------ | ------ | ------ | ------ | ------ | ------ | ------ | ------ | ------ | ------ | ------ |
| Jorge Javier Vázquez | Presentador i actor                        |        |        |        |        |        |        |        |        |        |        |        |        |        |        |        |
| Paz Padilla          | Humorista, actriu i presentadora           |        |        |        |        |        |        |        |        |        |        |        |        |        |        |        |
| Terelu Campos        | Presentadora i col·laboradora de televisió |        |        |        |        |        |        |        |        |        |        |        |        |        |        |        |
| Carlota Corredera    | Periodista i presentadora                  |        |        |        |        |        |        |        |        |        |        |        |        |        |        |        |
| María Patiño         | Periodista i presentadora                  |        |        |        |        |        |        |        |        |        |        |        |        |        |        |        |
| Carlos Lozano        | Presentador                                |        |        |        |        |        |        |        |        |        |        |        |        |        |        |        |
| Adela González       | Periodista i presentadora                  |        |        |        |        |        |        |        |        |        |        |        |        |        |        |        |

     Presentador/a titular
     Presentador/a substitut/a puntual

#### Substituts
| Presentadors      | Informació                   | Durada | Durada | Durada | Durada | Durada | Durada | Durada | Durada | Durada | Durada | Durada | Durada | Durada | Durada | Durada |
| Presentadors      | Informació                   | 2009   | 2010   | 2011   | 2012   | 2013   | 2014   | 2015   | 2016   | 2017   | 2018   | 2019   | 2020   | 2021   | 2022   | 2023   |
| ----------------- | ---------------------------- | ------ | ------ | ------ | ------ | ------ | ------ | ------ | ------ | ------ | ------ | ------ | ------ | ------ | ------ | ------ |
| Kiko Hernández    | Concursant de Gran Hermano 3 |        |        |        |        |        |        |        |        |        |        |        |        |        |        |        |
| David Valldeperas | Periodista i director        |        |        |        |        |        |        |        |        |        |        |        |        |        |        |        |
| Núria Marín       | Presentadora i periodista    |        |        |        |        |        |        |        |        |        |        |        |        |        |        |        |
| Carlos Lozano     | Presentador                  |        |        |        |        |        |        |        |        |        |        |        |        |        |        |        |

1. ↑  Carlos Lozano va ser el presentador titular de Sálvame Sandía. A més, va ser substitut en les altres franges durant l'estiu de 2022.
2. ↑  Des d'abril de 2022, el programa va passar a tenir duos de presentadors, formats per Jorge Javier Vázquez, Terelu Campos o María Patiño junt Adela González, mentre que els divendres era conduït per Terelu Campos i María Patiño.
3. ↑  Entre 2019 i 2021, els col·laboradors presentaven ocasionalment Sálvame Limón fins que Jorge Javier Vázquez arribava per a presentar Sálvame Naranja i Sálvame Banana / Sálvame Tomate.

### Col·laboradors

#### Col·laboradors en l'última etapa
| Col·laboradors              | Informació                        | Durada | Durada | Durada | Durada | Durada | Durada | Durada | Durada | Durada | Durada | Durada | Durada | Durada | Durada | Durada |
| Col·laboradors              | Informació                        | 2009   | 2010   | 2011   | 2012   | 2013   | 2014   | 2015   | 2016   | 2017   | 2018   | 2019   | 2020   | 2021   | 2022   | 2023   |
| --------------------------- | --------------------------------- | ------ | ------ | ------ | ------ | ------ | ------ | ------ | ------ | ------ | ------ | ------ | ------ | ------ | ------ | ------ |
| Belén Esteban               | Exparella de Jesulín de Ubrique   |        |        |        |        |        |        |        |        |        |        |        |        |        |        |        |
| Kiko Hernández              | Concursant de Gran Hermano 3      |        |        |        |        |        |        |        |        |        |        |        |        |        |        |        |
| Lydia Lozano                | Periodista                        |        |        |        |        |        |        |        |        |        |        |        |        |        |        |        |
| Pipi Estrada                | Periodista                        |        |        |        |        |        |        |        |        |        |        |        |        |        |        |        |
| Kiko Matamoros              | Representant de famosos           |        |        |        |        |        |        |        |        |        |        |        |        |        |        |        |
| Víctor Sandoval             | Presentador                       |        |        |        |        |        |        |        |        |        |        |        |        |        |        |        |
| Rafa Mora                   | Tronista de MYHYV                 |        |        |        |        |        |        |        |        |        |        |        |        |        |        |        |
| Chelo García-Cortés         | Periodista                        |        |        |        |        |        |        |        |        |        |        |        |        |        |        |        |
| José Antonio Canales Rivera | Torero i nebot de Paquirri        |        |        |        |        |        |        |        |        |        |        |        |        |        |        |        |
| Marta López                 | Concursant de Gran Hermano 2      |        |        |        |        |        |        |        |        |        |        |        |        |        |        |        |
| Gema López                  | Periodista                        |        |        |        |        |        |        |        |        |        |        |        |        |        |        |        |
| María Patiño                | Periodista                        |        |        |        |        |        |        |        |        |        |        |        |        |        |        |        |
| Laura Fa                    | Periodista                        |        |        |        |        |        |        |        |        |        |        |        |        |        |        |        |
| Carmen Borrego              | Filla de María Teresa Campos      |        |        |        |        |        |        |        |        |        |        |        |        |        |        |        |
| Alonso Caparrós             | Presentador                       |        |        |        |        |        |        |        |        |        |        |        |        |        |        |        |
| Antonio Montero             | Periodista i paparazzi            |        |        |        |        |        |        |        |        |        |        |        |        |        |        |        |
| Miguel Frigenti             | Periodista                        |        |        |        |        |        |        |        |        |        |        |        |        |        |        |        |
| Carmen Alcayde              | Periodista, actriu i presentadora |        |        |        |        |        |        |        |        |        |        |        |        |        |        |        |
| José Antonio Avilés         | Col·laborador de televisió        |        |        |        |        |        |        |        |        |        |        |        |        |        |        |        |
| Pilar Vidal                 | Periodista                        |        |        |        |        |        |        |        |        |        |        |        |        |        |        |        |
| Cristina Porta              | Periodista                        |        |        |        |        |        |        |        |        |        |        |        |        |        |        |        |

#### Col·laboradors en secció
| Col·laboradors | Secció                         | Durada | Durada | Durada | Durada | Durada | Durada | Durada | Durada | Durada | Durada | Durada | Durada | Durada | Durada | Durada |
| Col·laboradors | Secció                         | 2009   | 2010   | 2011   | 2012   | 2013   | 2014   | 2015   | 2016   | 2017   | 2018   | 2019   | 2020   | 2021   | 2022   | 2023   |
| -------------- | ------------------------------ | ------ | ------ | ------ | ------ | ------ | ------ | ------ | ------ | ------ | ------ | ------ | ------ | ------ | ------ | ------ |
| Cristina Soria | Sessions de coach i llenguatge |        |        |        |        |        |        |        |        |        |        |        |        |        |        |        |
| David Aleman   | Successos                      |        |        |        |        |        |        |        |        |        |        |        |        |        |        |        |
| Nacho Abad     | Successos                      |        |        |        |        |        |        |        |        |        |        |        |        |        |        |        |
| Josep Ferré    | Clon dels col·laboradors       |        |        |        |        |        |        |        |        |        |        |        |        |        |        |        |
| Ricardo Reyes  | Esports                        |        |        |        |        |        |        |        |        |        |        |        |        |        |        |        |
| Flora González | El temps                       |        |        |        |        |        |        |        |        |        |        |        |        |        |        |        |

#### Col·laboradors anteriors
| Col·laboradors          | Informació                                                     | Durada | Durada | Durada | Durada | Durada | Durada | Durada | Durada | Durada | Durada | Durada | Durada | Durada | Durada | Durada |
| Col·laboradors          | Informació                                                     | 2009   | 2010   | 2011   | 2012   | 2013   | 2014   | 2015   | 2016   | 2017   | 2018   | 2019   | 2020   | 2021   | 2022   | 2023   |
| ----------------------- | -------------------------------------------------------------- | ------ | ------ | ------ | ------ | ------ | ------ | ------ | ------ | ------ | ------ | ------ | ------ | ------ | ------ | ------ |
| Nuria Bermúdez          | Model i agent de futbol                                        |        |        |        |        |        |        |        |        |        |        |        |        |        |        |        |
| Begoña Alonso           | Model i exparella de David Bustamante                          |        |        |        |        |        |        |        |        |        |        |        |        |        |        |        |
| Yola Berrocal           | Ballarina, actriu i cantant                                    |        |        |        |        |        |        |        |        |        |        |        |        |        |        |        |
| Malena Gracia           | Presentadora de televisió, actriu i cantant                    |        |        |        |        |        |        |        |        |        |        |        |        |        |        |        |
| Nani Gaitán             | Model i presentadora de televisió                              |        |        |        |        |        |        |        |        |        |        |        |        |        |        |        |
| Marc Ostarčević         | Exjugador de bàsquet i exmarit de Norma Duval                  |        |        |        |        |        |        |        |        |        |        |        |        |        |        |        |
| Carmen Hornillos        | Periodista                                                     |        |        |        |        |        |        |        |        |        |        |        |        |        |        |        |
| María Jesús Ruiz        | Actriu i model, Miss Espanya 2004                              |        |        |        |        |        |        |        |        |        |        |        |        |        |        |        |
| Adriana Abenia          | Reportera                                                      |        |        |        |        |        |        |        |        |        |        |        |        |        |        |        |
| Paco Marsó              | Actor i exmarit de Concha Velasco                              |        |        |        |        |        |        |        |        |        |        |        |        |        |        |        |
| Jimmy Giménez-Arnau     | Periodista i escriptor                                         |        |        |        |        |        |        |        |        |        |        |        |        |        |        |        |
| Sonia Monroy            | Ballarina, actriu i cantant                                    |        |        |        |        |        |        |        |        |        |        |        |        |        |        |        |
| Yurena                  | Cantant                                                        |        |        |        |        |        |        |        |        |        |        |        |        |        |        |        |
| Juan Díaz «El Golosina» | Amic de Lola Flores                                            |        |        |        |        |        |        |        |        |        |        |        |        |        |        |        |
| Pepe Calabuig           | Periodista                                                     |        |        |        |        |        |        |        |        |        |        |        |        |        |        |        |
| Joana Morillas          | Periodista                                                     |        |        |        |        |        |        |        |        |        |        |        |        |        |        |        |
| Saúl Ortiz              | Periodista                                                     |        |        |        |        |        |        |        |        |        |        |        |        |        |        |        |
| Rosa Benito             | Cunyada de Rocío Jurado                                        |        |        |        |        |        |        |        |        |        |        |        |        |        |        |        |
| Karmele Marchante       | Periodista                                                     |        |        |        |        |        |        |        |        |        |        |        |        |        |        |        |
| Raquel Bollo            | Exdona de Chiquetete                                           |        |        |        |        |        |        |        |        |        |        |        |        |        |        |        |
| Mila Ximénez            | Col·laboradora i escriptora, exdona de Manolo Santana          |        |        |        |        |        |        |        |        |        |        |        |        |        |        |        |
| Valerio Pino            | Model i ballarí                                                |        |        |        |        |        |        |        |        |        |        |        |        |        |        |        |
| Daniela Blume           | Locutora de ràdio                                              |        |        |        |        |        |        |        |        |        |        |        |        |        |        |        |
| Pablo González          | Paparazzi                                                      |        |        |        |        |        |        |        |        |        |        |        |        |        |        |        |
| Beatriz Trapote         | Periodista i dona de Víctor Janeiro                            |        |        |        |        |        |        |        |        |        |        |        |        |        |        |        |
| Norma Wassaul           | Periodista                                                     |        |        |        |        |        |        |        |        |        |        |        |        |        |        |        |
| Rosario Mohedano        | Cantant i neboda de Rocío Jurado                               |        |        |        |        |        |        |        |        |        |        |        |        |        |        |        |
| Sonia Arenas            | Concursant de Gran Hermano 4                                   |        |        |        |        |        |        |        |        |        |        |        |        |        |        |        |
| Luis Rollán             | Periodista                                                     |        |        |        |        |        |        |        |        |        |        |        |        |        |        |        |
| Jesús Locampos          | Periodista                                                     |        |        |        |        |        |        |        |        |        |        |        |        |        |        |        |
| Terelu Campos           | Presentadora                                                   |        |        |        |        |        |        |        |        |        |        |        |        |        |        |        |
| Diego Arrabal           | Paparazzi                                                      |        |        |        |        |        |        |        |        |        |        |        |        |        |        |        |
| Tamara Gorro            | Extronista de Mujeres y hombres y viceversa                    |        |        |        |        |        |        |        |        |        |        |        |        |        |        |        |
| María de Mora           | Empresària i organitzadora d'esdeveniments                     |        |        |        |        |        |        |        |        |        |        |        |        |        |        |        |
| Lara Rodríguez          | Exsecretària de Carmina Ordóñez                                |        |        |        |        |        |        |        |        |        |        |        |        |        |        |        |
| Rosa Belmonte           | Crítica de televisió                                           |        |        |        |        |        |        |        |        |        |        |        |        |        |        |        |
| María José Galera       | Concursant de Gran Hermano 1                                   |        |        |        |        |        |        |        |        |        |        |        |        |        |        |        |
| Sofía Cristo            | DJ, filla de Bárbara Rey i Ángel Cristo                        |        |        |        |        |        |        |        |        |        |        |        |        |        |        |        |
| Marujita Díaz           | Cantant                                                        |        |        |        |        |        |        |        |        |        |        |        |        |        |        |        |
| Teresa Berengueras      | Periodista                                                     |        |        |        |        |        |        |        |        |        |        |        |        |        |        |        |
| Begoña Ameztoy          | Periodista                                                     |        |        |        |        |        |        |        |        |        |        |        |        |        |        |        |
| Charo Reina             | Cantant                                                        |        |        |        |        |        |        |        |        |        |        |        |        |        |        |        |
| Carlos Ferrando         | Periodista                                                     |        |        |        |        |        |        |        |        |        |        |        |        |        |        |        |
| María Jiménez           | Cantant                                                        |        |        |        |        |        |        |        |        |        |        |        |        |        |        |        |
| Sergio Alis             | Periodista                                                     |        |        |        |        |        |        |        |        |        |        |        |        |        |        |        |
| Toya Cassinello         | Participant de ¿Quién quiere casarse con mi hijo?              |        |        |        |        |        |        |        |        |        |        |        |        |        |        |        |
| Mónica Pont             | Presentadora de televisió, actriu i model                      |        |        |        |        |        |        |        |        |        |        |        |        |        |        |        |
| Topacio Fresh           | Artista de la faràndula                                        |        |        |        |        |        |        |        |        |        |        |        |        |        |        |        |
| Ángela Portero          | Periodista                                                     |        |        |        |        |        |        |        |        |        |        |        |        |        |        |        |
| Belén Rodríguez         | Periodista                                                     |        |        |        |        |        |        |        |        |        |        |        |        |        |        |        |
| Gustavo González        | Periodista i paparazzi                                         |        |        |        |        |        |        |        |        |        |        |        |        |        |        |        |
| Mónica Vergara          | Periodista i filla de Maika Vergara                            |        |        |        |        |        |        |        |        |        |        |        |        |        |        |        |
| Irene López Assor       | Psicòloga                                                      |        |        |        |        |        |        |        |        |        |        |        |        |        |        |        |
| Desirée Rodríguez       | Finalista de Gran Hermano 14                                   |        |        |        |        |        |        |        |        |        |        |        |        |        |        |        |
| Leticia Sabater         | Presentadora de televisió, actriu i cantant                    |        |        |        |        |        |        |        |        |        |        |        |        |        |        |        |
| Miguel Temprano         | Periodista i paparazzi                                         |        |        |        |        |        |        |        |        |        |        |        |        |        |        |        |
| Jesús Mariñas           | Periodista                                                     |        |        |        |        |        |        |        |        |        |        |        |        |        |        |        |
| Nagore Robles           | Concursant de Gran Hermano 11                                  |        |        |        |        |        |        |        |        |        |        |        |        |        |        |        |
| Nacho Montes            | Periodista i estilista                                         |        |        |        |        |        |        |        |        |        |        |        |        |        |        |        |
| Jesús Manuel Ruiz       | Periodista                                                     |        |        |        |        |        |        |        |        |        |        |        |        |        |        |        |
| Anabel Pantoja          | Neboda d'Isabel Pantoja                                        |        |        |        |        |        |        |        |        |        |        |        |        |        |        |        |
| Makoke Giaver           | Model i col·laboradora de televisió, exdona de Kiko Matamoros  |        |        |        |        |        |        |        |        |        |        |        |        |        |        |        |
| Carlota Corredera       | Periodista i presentadora                                      |        |        |        |        |        |        |        |        |        |        |        |        |        |        |        |
| Mónica Hoyos            | Actriu i presentadora de televisió, exparella de Carlos Lozano |        |        |        |        |        |        |        |        |        |        |        |        |        |        |        |
| Suso Álvarez            | Concursant de Gran Hermano 16                                  |        |        |        |        |        |        |        |        |        |        |        |        |        |        |        |
| Antonio Tejado          | Nebot de María del Monte                                       |        |        |        |        |        |        |        |        |        |        |        |        |        |        |        |
| Alba Carrillo           | Model i presentadora                                           |        |        |        |        |        |        |        |        |        |        |        |        |        |        |        |
| María Lapiedra          | Exactriu porno i col·laboradora de televisió                   |        |        |        |        |        |        |        |        |        |        |        |        |        |        |        |
| Miriam Saavedra         | Actriu i model, exparella de Carlos Lozano                     |        |        |        |        |        |        |        |        |        |        |        |        |        |        |        |
| Kike Calleja            | Periodista i reporter                                          |        |        |        |        |        |        |        |        |        |        |        |        |        |        |        |
| Carlos Lozano           | Presentador                                                    |        |        |        |        |        |        |        |        |        |        |        |        |        |        |        |
| Ylenia Padilla          | Participant de reality xous                                    |        |        |        |        |        |        |        |        |        |        |        |        |        |        |        |
| Antonio David Flores    | Exmarit de Rocío Carrasco                                      |        |        |        |        |        |        |        |        |        |        |        |        |        |        |        |
| Carolina Sobe           | Concursant de Gran Hermano 11                                  |        |        |        |        |        |        |        |        |        |        |        |        |        |        |        |
| Raquel Mosquera         | Vídua de Pedro Carrasco                                        |        |        |        |        |        |        |        |        |        |        |        |        |        |        |        |
| Kiko Jiménez            | Tronista de MYHYV                                              |        |        |        |        |        |        |        |        |        |        |        |        |        |        |        |
| Antonio Canales         | Ballador i actor                                               |        |        |        |        |        |        |        |        |        |        |        |        |        |        |        |
| Bibiana Rodríguez       | Cantants del duo Las Mellis                                    |        |        |        |        |        |        |        |        |        |        |        |        |        |        |        |
| Raquel Rodríguez        | Cantants del duo Las Mellis                                    |        |        |        |        |        |        |        |        |        |        |        |        |        |        |        |
| Sergi Ferré             | Reporter de Sálvame                                            |        |        |        |        |        |        |        |        |        |        |        |        |        |        |        |
| David Valldeperas       | Periodista i director                                          |        |        |        |        |        |        |        |        |        |        |        |        |        |        |        |
| Núria Marín             | Periodista i presentadora                                      |        |        |        |        |        |        |        |        |        |        |        |        |        |        |        |
| Charo Vega              | Personatge de la faràndula                                     |        |        |        |        |        |        |        |        |        |        |        |        |        |        |        |
| La Prohibida            | Cantant i drag queen                                           |        |        |        |        |        |        |        |        |        |        |        |        |        |        |        |
| Patricia Donoso         | Advocada, empresària i personalitat televisiva                 |        |        |        |        |        |        |        |        |        |        |        |        |        |        |        |
| Maestro Joao            | Col·laborador de televisió i vident                            |        |        |        |        |        |        |        |        |        |        |        |        |        |        |        |
| Aguasantas Vilches      | Exnora de Raquel Bollo                                         |        |        |        |        |        |        |        |        |        |        |        |        |        |        |        |

#### Col·laboradors amb seccions anteriors
| Col·laboradors         | Secció                                         | Durada | Durada | Durada | Durada | Durada | Durada | Durada | Durada | Durada | Durada | Durada | Durada | Durada | Durada | Durada |  |
| Col·laboradors         | Secció                                         | 2009   | 2010   | 2011   | 2012   | 2013   | 2014   | 2015   | 2016   | 2017   | 2018   | 2019   | 2020   | 2021   | 2022   | 2023   |  |
| ---------------------- | ---------------------------------------------- | ------ | ------ | ------ | ------ | ------ | ------ | ------ | ------ | ------ | ------ | ------ | ------ | ------ | ------ | ------ |  |
| Pilar Eyre             | Los putitronos                                 |        |        |        |        |        |        |        |        |        |        |        |        |        |        |        |  |
| Jaime Peñafiel         | Los putitronos                                 |        |        |        |        |        |        |        |        |        |        |        |        |        |        |        |  |
| María Teresa Campos    | Defensora de la audiencia                      |        |        |        |        |        |        |        |        |        |        |        |        |        |        |        |  |
| Cristina Tárrega       | Por y para mí                                  |        |        |        |        |        |        |        |        |        |        |        |        |        |        |        |  |
| Joaquín Torres         | Las casas de Torres / El inspector del lujo    |        |        |        |        |        |        |        |        |        |        |        |        |        |        |        |  |
| Daniel Santos          | Quédate conmigo                                |        |        |        |        |        |        |        |        |        |        |        |        |        |        |        |  |
| Aída Nízar             | Sálvese quien pueda                            |        |        |        |        |        |        |        |        |        |        |        |        |        |        |        |  |
| Carmen Bazán           | El reto más gordo                              |        |        |        |        |        |        |        |        |        |        |        |        |        |        |        |  |
| José Manuel Parada     | El pasado siempre vuelve                       |        |        |        |        |        |        |        |        |        |        |        |        |        |        |        |  |
| Bienvenida Pérez       | En sortir de class                             |        |        |        |        |        |        |        |        |        |        |        |        |        |        |        |  |
| Olvido Hormigos        | La caravana del olvido                         |        |        |        |        |        |        |        |        |        |        |        |        |        |        |        |  |
| Ángela Portero         | Los archivos ocultos de Ángela Portero         |        |        |        |        |        |        |        |        |        |        |        |        |        |        |        |  |
| Yong Li                | Cuentos chinos                                 |        |        |        |        |        |        |        |        |        |        |        |        |        |        |        |  |
| Luis Gutiérrez         | Me encanta cuidarme                            |        |        |        |        |        |        |        |        |        |        |        |        |        |        |        |  |
| Ylenia Padilla         | Las rubias no somos tontis                     |        |        |        |        |        |        |        |        |        |        |        |        |        |        |        |  |
| Sema García            | El reto más gordo                              |        |        |        |        |        |        |        |        |        |        |        |        |        |        |        |  |
| Cristina Rodríguez     | Te lo juro por Dior                            |        |        |        |        |        |        |        |        |        |        |        |        |        |        |        |  |
| Francisco Nicolás      | Bienvenido, Nicolás                            |        |        |        |        |        |        |        |        |        |        |        |        |        |        |        |  |
| Marco Ferri            | Ferri a Ibiza                                  |        |        |        |        |        |        |        |        |        |        |        |        |        |        |        |  |
| Ángel Garó             | Yo soy el señor Garó                           |        |        |        |        |        |        |        |        |        |        |        |        |        |        |        |  |
| Alba Carrillo          | Las pelotas de Alba                            |        |        |        |        |        |        |        |        |        |        |        |        |        |        |        |  |
| Carmen Borrego         | Campos de batalla / Ya son las ocho menos ocho |        |        |        |        |        |        |        |        |        |        |        |        |        |        |        |  |
| Kiko Matamoros         | El club del espectador                         |        |        |        |        |        |        |        |        |        |        |        |        |        |        |        |  |
| Carlos Lozano          | Defensor del espectador / La ruta de la sandía |        |        |        |        |        |        |        |        |        |        |        |        |        |        |        |  |
| Geles Hornedo          | Con M de mujer                                 |        |        |        |        |        |        |        |        |        |        |        |        |        |        |        |  |
| Hugo Pesquera          | ¡Perro qué bien!                               |        |        |        |        |        |        |        |        |        |        |        |        |        |        |        |  |
| Belén Esteban          | Belén a bordo / Lo de Belén                    |        |        |        |        |        |        |        |        |        |        |        |        |        |        |        |  |
| Juan Serrato «Payasín» | Colorín colorado, Payasín te ha tocado         |        |        |        |        |        |        |        |        |        |        |        |        |        |        |        |  |
| Pepa Sanz «Pepitator»  | El plan Pantoja / Un príncipe para Pepicienta  |        |        |        |        |        |        |        |        |        |        |        |        |        |        |        |  |
| Christian Gálvez       | El tirón                                       |        |        |        |        |        |        |        |        |        |        |        |        |        |        |        |  |
| Jesús Sánchez Martos   | Una preguntita, doctor                         |        |        |        |        |        |        |        |        |        |        |        |        |        |        |        |  |
| Laura Madrueño         | El temps                                       |        |        |        |        |        |        |        |        |        |        |        |        |        |        |        |  |
| Rocío Carrasco         | Hable con ella                                 |        |        |        |        |        |        |        |        |        |        |        |        |        |        |        |  |
| Jorge Javier Vázquez   | Ding dong, Jorge Javier a domicilio            |        |        |        |        |        |        |        |        |        |        |        |        |        |        |        |  |
| Nacho Abad             | Las claves de Nacho Abad                       |        |        |        |        |        |        |        |        |        |        |        |        |        |        |        |  |

### Reporters
| Reporters                  | Informació                       | Durada | Durada | Durada | Durada | Durada | Durada | Durada | Durada | Durada | Durada | Durada | Durada | Durada | Durada | Durada |
| Reporters                  | Informació                       | 2009   | 2010   | 2011   | 2012   | 2013   | 2014   | 2015   | 2016   | 2017   | 2018   | 2019   | 2020   | 2021   | 2022   | 2023   |
| -------------------------- | -------------------------------- | ------ | ------ | ------ | ------ | ------ | ------ | ------ | ------ | ------ | ------ | ------ | ------ | ------ | ------ | ------ |
| Luis García Temprano       | Reporter                         |        |        |        |        |        |        |        |        |        |        |        |        |        |        |        |
| Omar Suárez                | Reporter                         |        |        |        |        |        |        |        |        |        |        |        |        |        |        |        |
| César Toral «Escaleto»     | Reporter, redactor i guionista   |        |        |        |        |        |        |        |        |        |        |        |        |        |        |        |
| Laura Lago                 | Reportera                        |        |        |        |        |        |        |        |        |        |        |        |        |        |        |        |
| Ion Aramendi               | Reporter i presentador           |        |        |        |        |        |        |        |        |        |        |        |        |        |        |        |
| Verónica Rica              | Reportera                        |        |        |        |        |        |        |        |        |        |        |        |        |        |        |        |
| Miquel Serra               | Reporter                         |        |        |        |        |        |        |        |        |        |        |        |        |        |        |        |
| Adriana Abenia             | Reportera                        |        |        |        |        |        |        |        |        |        |        |        |        |        |        |        |
| Juanjo Perona              | Reporter                         |        |        |        |        |        |        |        |        |        |        |        |        |        |        |        |
| José Antonio León          | Reporter                         |        |        |        |        |        |        |        |        |        |        |        |        |        |        |        |
| Isa Morata                 | Reportera, guionista i redactora |        |        |        |        |        |        |        |        |        |        |        |        |        |        |        |
| Almudena Martínez «Chiqui» | Concursant de Gran Hermano 10    |        |        |        |        |        |        |        |        |        |        |        |        |        |        |        |
| Toni Díaz                  | Reporter                         |        |        |        |        |        |        |        |        |        |        |        |        |        |        |        |
| Fede Arias                 | Redactor i reporter              |        |        |        |        |        |        |        |        |        |        |        |        |        |        |        |
| Kike Calleja               | Reportero i periodista           |        |        |        |        |        |        |        |        |        |        |        |        |        |        |        |
| Sergi Ferré                | Reporter                         |        |        |        |        |        |        |        |        |        |        |        |        |        |        |        |
| Alejandra Andreu           | Reportera                        |        |        |        |        |        |        |        |        |        |        |        |        |        |        |        |
| Raúl Triguero              | Reporter                         |        |        |        |        |        |        |        |        |        |        |        |        |        |        |        |
| Kiti Gordillo              | Reportera                        |        |        |        |        |        |        |        |        |        |        |        |        |        |        |        |
| Germán González            | Reporter i guionista             |        |        |        |        |        |        |        |        |        |        |        |        |        |        |        |

## Crítiques i polèmiques

### L'opinió de la crítica: alguns fets de gran repercussió en els mitjans de comunicació
El format de Sálvame va estar catalogat sovint per la crítica al terme telebrossa. Se l'acusava d'abusar de la morbositat i de la utilització sistemàtica de llenguatge groller, desqualificacions, campanyes d'assetjament i enderrocament cap a determinats personatges de la premsa rosa, agressions verbals i baralles. La seva emissió del programa diari en horari de protecció infantil va estar especialment criticada fins i tot per organismes públics, que van denunciat «casos que poden vulnerar els drets dels menors d'edat, entre els quals es troben l'explicació i dramatització de l'ús de joguines sexuals i una intervenció d'una col·laboradora del programa en la qual trivialitza sobre l'avortament en menors».
Una de les principals crítiques se centrava en Jorge Javier Vázquez, qui ja havia participat en programes similars com Aquí hay tomate, i qui era considerat un dels personatges televisius més controvertits i polèmics a Espanya. El periodista va defensar reiteradament el programa, al·legant entre altres coses que es tractava de «neorealisme televisiu, no telebrossa» i va arribar a afirmar sobre el mateix que «som com la pel·lícula Freaks, on surten un munt de freaks que resulten ser els que millor cor tenen».
Des del naixement de la versió diària el 27 d'abril de 2009, nombrosos personatges públics van aparèixer al programa per a col·laborar i donar la seva opinió a través d'aquest espai que va començar amb la col·laboració de Belén Esteban, Rosa Benito, Kiko Hernández, Lydia Lozano, Karmele Marchante i Mila Ximénez per comentar «en clau d'humor» els resums diaris de Supervivientes. Mesos després, Pipi Estrada i Jimmy Giménez-Arnau es van incorporar a la plantilla de col·laboradors i aviat van començar les baralles en directe, desplaçant així el contingut formal del programa. Un dels seus moments més criticats va ser la baralla que es va produir el 23 de juliol de 2009 entre aquests, els quals es van agredir mútuament en un dels descansos del programa i van resultar ferits. Aquest fet va fer que refermessin les crítiques al programa que, a més, va oferir les imatges del succeït a través de l'emissió «pirata». No obstant això, l'endemà, el presentador va expulsar Pipi Estrada del programa pel seu altercat amb el periodista, qui va resultar fracturat i va haver de ser ingressat a l'hospital. No obstant això, les baralles dialèctiques i discussions pujades de to van continuar sent habituals a Sálvame, malgrat les crítiques rebudes.
Al setembre de 2009, el Consell Audiovisual d'Andalusia (CAA), òrgan de control de la Junta d'Andalusia per als mitjans audiovisuals, va demanar a la Secretaria d'Estat de Telecomunicacions i per a la Societat de la Informació (SETSI) la retirada de Sálvame en horari de protecció infantil, considerant-lo telebrossa i denunciant que «xoca de manera inqüestionable amb les garanties d'efectiva protecció dels menors a les quals obliga legalment la normativa europea de Televisió Sense Fronteres». Segons aquesta reclamació, «des del passat 4 de setembre, el CAA ve observant un preocupant increment de continguts no aptes per a menors en el programa de Telecinco, que s'emet de dilluns a divendres de 16:00 a 19:00 hores, i en el qual els seus protagonistes arriben a mofar-se de les mesures de protecció a l'audiència infantil i la joventut que el nostre ordenament jurídic recull en la Llei 25/94».
També el 2009, el programa es va veure embolicat en polèmica en ser-li concedit el Premi Ondas (en l'apartat de millor presentador de televisió) al seu presentador Jorge Javier Vázquez, la qual cosa va ser considerada «vergonyosa» per bona part dels professionals del sector, i que va portar fins i tot al fet que Carles Francino, qui havia de lliurar-li el premi, es negués a fer-ho, sent-li lliurat per Arturo Valls, company de cadena del presentador. El divendres 15 de juliol de 2011, l'Associació d'Usuaris de la Comunicació (AUC) va demanar la retirada de Sálvame de l'horari de tarda en què s'emetia de dilluns a divendres. Segons informava El Mundo, exigeixen a Telecinco un major esforç en la protecció dels menors i destacava a més l'estiu com a època principal.
Un altre dels escàndols que va tenir repercussions en la premsa escrita al febrer de 2012 va ser el tracte proporcionat a la presentadora de televisió Mayra Gómez Kemp, quan estant sota un sever tractament contra el càncer i malgrat la seva expressa petició en sentit contrari, va haver d'esperar tres hores a la sala de convidats abans del seu accés al plató, la qual cosa va provocar la indignació de la presentadora.

### Crítiques deMediaset
El juny de 2010, Mercedes Milá va ser la primera presentadora de Mediaset a criticar públicament els continguts de Sálvame, així com el tractament que donava el programa als temes que aborda. Milá va expressar que s'avergonyia «de pertànyer a la mateixa empresa que està tirant per terra a personatges abans de ser jutjats».

### Polèmica d'Eurovisió 2010
Per a la preselecció espanyola al Festival de la Cançó d'Eurovisió 2010, la col·laboradora Karmele Marchante es va presentar amb el pseudònim de Pop Star Queen i amb la seva cançó «Soy un tsunami» la periodista del cor va arribar a posicionar-se primera de la classificació de la votació prèvia en Internet, arribant a comptar amb 30.000 vots de diferència amb la segona classificada, Coral Segovia (els candidats eren votats a través de la pàgina web), però el gener de 2010, Karmele va ser expulsada de la votació per incomplir les regles del concurs. La primera, que havia presentat la cançó abans d'octubre de 2009, data en què RTVE ha de tenir-les en exclusiva; la segona, que Karmele havia inclòs antigues lletres franquistes en la seva cançó; i tercera, que la cançó no ha de contenir publicitat i Karmele havia inclòs la paraula «Carrefour». Arran d'això, Karmele va mostrar la seva indignació al programa ja que, segons al·legava, si havia incomplit les regles, RTVE no hauria d'haver-la acceptat des del principi. Fins i tot els seus fans i ella mateixa van convocar una manifestació a les portes de RTVE, a la qual finalment van acudir quatre persones però no la periodista. Telecinco, que feia costat a la col·laboradora, va dir que el comportament de RTVE amb Karmele era «anticonstitucional i antidemocràtic», i fins i tot va fer una enquesta en la seva pàgina web per a saber l'opinió dels internautes, la qual es va saldar amb un 95% de vots en contra que Karmele acudís a Eurovisió, encara que la mateixa Telecinco va dir que havia estat manipulada.

### Polèmiques dels col·laboradors: alguns fets de gran repercussió popular
En el transcurs dels anys d'emissió del programa, s'hi va succeir una infinitat de polèmiques i discussions entre els col·laboradors, moltes de les quals van acabar amb un atac d'ansietat en la infermeria de Mediaset. Chelo García-Cortés (juny de 2012), Rosa Benito (agost de 2012 i octubre de 2013) o Mónica Vergara (febrer de 2013) van ser algunes de les col·laboradores que van sofrir un atac d'ansietat després de viure alguna brega al programa. Algunes convidades com Paqui Muñoz «La Coles» o Miriam Sánchez també en van sofrir un. En altres ocasions, algun col·laborador va acabar en infermeria després de sofrir algun contratemps domèstic en directe, com Karmele Marchante (després de donar-se un cop al peu) o Lydia Lozano (va sofrir una lesió a l'esquena quan un dels convidats de Quédate conmigo va ballar amb ella). En tots els casos, les càmeres han gravat allò que ocorria a les portes de la infermeria, fet que va ser un dels més criticats i controvertits per a l'opinió popular. També va tenir el seu impacte l'accident sofert per Rosa Benito en directe, quan la col·laboradora va caure a terra en un moment de confusió i va ser traslladada immediatament a l'hospital, i va tornar al programa hores després.
Les discussions en directe també van ser molt freqüents. Algunes d'elles van acabar amb la sortida temporal d'algun col·laborador com Karmele Marchante (maig de 2011), Mila Ximénez (desembre de 2011), Rosa Benito (juliol de 2012 i octubre de 2013) o Belén Esteban (setembre 2012 i abril de 2013). Aquesta última va tenir un dur enfrontament amb Kiko Hernández i va abandonar temporalment el programa durant tres mesos, encara que hi va tornar al desembre de 2012. A l'abril de 2013, va tornar a tenir una gran discussió amb la periodista Lydia Lozano, fet que la va portar a abandonar de nou el programa durant sis mesos.
Una de les sortides més sonades va ser la de Rosa Benito. A l'octubre de 2013, pocs dies abans de la tornada de la seva amiga i companya Belén Esteban, Rosa Benito, enfonsada en una profunda depressió per diversos problemes personals i a causa de la pressió mediàtica, va abandonar el programa per una forta crisi d'ansietat. Hi va tornar al desembre de 2013 però, als pocs dies, Rosa va marxar de nou després de sofrir una forta recaiguda. El col·lapse de la col·laboradora la portaria a ser reclosa en una clínica psiquiàtrica en la que estaria incomunicada durant un període llarg. La retirada total de la tertuliana dels mitjans preocuparia a tots i obligaria el programa a deixar de parlar d'ella. La col·laboradora desapareixeria així de la televisió per una temporada llarga i indefinida. Després de més de quatre mesos d'absència, a l'abril de 2014, Rosa Benito hi va tornar a Sálvame Deluxe, programa en el qual confessava estar completament recuperada, amb ganes de viure i de començar una nova vida des del punt de partida.
Una altra marxa molt polèmica va ser la de Terelu Campos. La presentadora i col·laboradora anunciava per sorpresa, al gener de 2014, que havia decidit deixar el programa per un període indefinit. La seva explicació va ser que simplement volia reprendre i reconstruir la seva vida personal. Terelu Campos acabaria per tornar vuit mesos després, al setembre de 2014.
Molt sonada va ser també la discussió en directe entre Jorge Javier Vázquez i María Teresa Campos dins de la secció La defensora de la audiencia a l'octubre de 2012. La llavors presentadora de Qué tiempo tan feliz va abandonar temporalment la seva secció fins al gener de 2013.
Paz Padilla també hi va viure moments polèmics en directe amb la cantant Yurena, qui va declarar rebre un tracte inapropiat per part de la presentadora després de caure's per les escales del plató mentre cantava. L'arribada de Chelo García-Cortés a Sálvame, procedent de la competència (del programa ¿Dónde estás corazón? d'Antena 3) també va causar nombroses polèmiques, tant per les poques intervencions que feia cada tarda (un notari va comptabilitzar que la periodista va parlar només dos minuts en quatre hores de programa), com per les seves acusacions de ser un talp.
D'altra banda, en moments puntuals del programa s'hi van fer bromes a alguns col·laboradors, les quals també van causar moments polèmics i els afectats per aquestes bromes van manifestar rebre un tracte vexatori. Va ser el cas de la periodista Lydia Lozano, després que li estavellessin un ou d'estruç al pèl. De la mateixa manera, el 28 de desembre de 2012 (dia dels Sants Innocents) es va simular el segrest del cotxe on viatjava la periodista Karmele Marchante per acudir a Mediaset.
Al desembre de 2012, els col·laboradors de Sálvame van utilitzar el plató d' El programa de Ana Rosa en una de les seves emissions i es van emportar alguns objectes del decorat. Això va provocar l'empipament de la presentadora.
Les entrevistes que ha realitzat Kiko Hernández en la revista ¡Qué me dices! als diferents col·laboradors de Sálvame també van causar alguns moments polèmics. En aquestes entrevistes, alguns d'ells donaven dades de la vida privada de diversos companys de treball. És el cas de l'entrevista de Jimmy Giménez-Arnau, en la qual parlava negativament de Lydia Lozano i de Chelo García-Cortés. A més, en una portada d'aquesta revista, els lectors van poder posar cara al marit de Lydia Lozano, Charly (personatge fins llavors desconegut), qui apareixia al costat de la seva dona. Aquesta foto va ser realitzada sense consentiment de la parella, la qual cosa va causar un gran disgust a la periodista.
En la revista ¡Qué me dices!, també hi van aparèixer fotografies en topless de la presentadora Paz Padilla, la qual cosa va provocar la indignació de la humorista, entre altres controvèrsies.

### Ultimàtum de la Comissió Nacional dels Mercats i la Competència i adequació del programa
El dia 17 de desembre de 2014, la Comissió Nacional dels Mercats i la Competència va amenaçar Mediaset España amb eliminar el format de Sálvame per vulnerar l'horari infantil protegit. Cal destacar que el programa va rebre en els seus inicis la qualificació de apte per a tots els públics, canviant a mitjan 2013 a no recomanat per a menors de 7 anys. Com a conseqüència de l'advertiment, el presentador va aparèixer en pantalla i es va dirigir als espectadors per a contar el que havia succeït i per a reivindicar el seu dret a emetre lliurement els continguts en Sálvame, iniciant al seu torn unes campanyes publicitàries a través de televisió i de les xarxes socials sota els lemes «Más Sálvame que nunca» i «Yo veo Sálvame».
Finalment, el programa va continuar les seves emissions adequant els seus continguts i les qualificacions per edats. D'aquesta manera, des del 22 de desembre de 2014, Sálvame es va dividir en Sálvame Limón, emès de 16:00 a 17:00 amb una qualificació de no apte per a menors de 12 anys i amb llibertat per a emetre certs continguts, i Sálvame Naranja, emès de 17:00 a 20:05 amb una qualificació de no apte per a menors de 7 anys i uns continguts més limitats. Després, a l'octubre de 2019, el programa s'allargaria una hora més amb Sálvame Banana, anomenat des del març de 2020 Sálvame Tomate i des del juliol de 2022, Sálvame Sandía, amb continguts menys restringits que els de les versions Limón i Naranja. Les versions Banana, Tomate i Sandía van ser qualificades com a no recomanades per a menors de 16 anys. A més, des de finals de 2022, les versions Limón i Naranja alternaven les seves qualificacions de +12 i +7 amb la de +16 a causa del final de l'horari protegit a l'octubre de 2022. Des d'abril de 2023 fins al seu final, van ser qualificades totes dues com +16.

### Escàndol per un suposat espionatge il·legal a famosos
El 25 de març de 2022, Sálvame va tornar a estar en el focus per una polèmica que va saltar sobre la direcció del magazín presentat per Jorge Javier Vázquez. En aquest cas, els responsables podrien haver impulsat un suposat espionatge il·legal a més de 140 famosos per a obtenir informació amb la qual omplir el contingut del programa (documents, converses telefòniques, missatges de WhatsApp i fins i tot imatges i vídeos sexuals).
Darrere de la revelació de dades privades podria estar un policia amic del periodista Gustavo González, qui formaria part dels investigats per aquesta trama al costat de David Valldeperas i altres set persones més de l'equip del programa, inclús la mateixa productora com a persona jurídica. D'aquesta manera, els mitjans van apuntar al fet que als investigats se'ls podria acusar d'un suposat delicte de Descobriment i Revelació de Secrets, que suposava «una pena de presó entre 1 i 3 anys i és individual per a cada víctima, per la qual cosa mancant l'informe d'acusació del fiscal, es podria parlar de penes de fins a 100 anys de presó, tot això sense comptar la xifra a la qual podrien ascendir les multes».
En un comunicat difós en la tarda del dissabte 26 de març, La Fàbrica de la Tele va negar la informació publicada per El Mundo, al·legant que «ni la policia ni cap autoritat judicial han adoptat cap mesura de recerca respecte a la Fábrica de la Tele». Finalment, per falta de proves que demostressin que La Fábrica de la Tele hagués pagat a un policia a canvi d'informació confidencial, la productora es va deslliurar del delicte de suborn un any després.

## Espais derivats i marxandatge
Al llarg de la seva història, Sálvame va comptar amb una sèrie d'espais derivats, des de celebracions especials o seccions fins a formats amb entitat pròpia. Aquests són: Sálvame «golfo», Deluxe, Sálvame Pirata, La última cena, Las bodas de Sálvame, Semana grande de Sálvame, Sálvame Limón, Sálvame Naranja, Sálvame Fashion Week, Sálvame Snow Week, Sálvame in love, Sálvame Stars, Sálvame Okupa, Sálvame Marbella y tal y tal, Sálvame Banana, El tirón, Sálvame Cereza, Sálvame Tomate, ¡Quiero dinero!, Sálvame: El último viaje de Rocío, Sálvame: Navidad musical, Sálvame Lemon Tea, Lo de Belén, Sálvame Mediafest / Mediafest Night Fever, Sálvame Sandía, Sálvame Naranja Plus i Sálvese quien pueda.
D'altra banda, durant la seva existència, el programa va llançar diversos productes al mercat utilitzant la seva marca. Entre ells, destacaven el joc de taula amb preguntes sobre el format i el món del cor, les revistes Sálvame i El club de Sálvame, els Pasatiempos Sálvame, el Bingo en casa: Edición Sálvame —un bingo electrònic locutat per Lydia Lozano i Kiko Hernández— i fins i tot un complex vitamínic que funcionava com a complement alimentari denominat Sálvame el día. Així mateix, l'espai va llançar un llibre de cuina anomenat Las recetas de Sálvame, un robot de cuina com l'utilitzat en la secció Las meriendas de Sálvame, samarretes i fins i tot elements com a anells o un matalàs.

## Imatge del programa

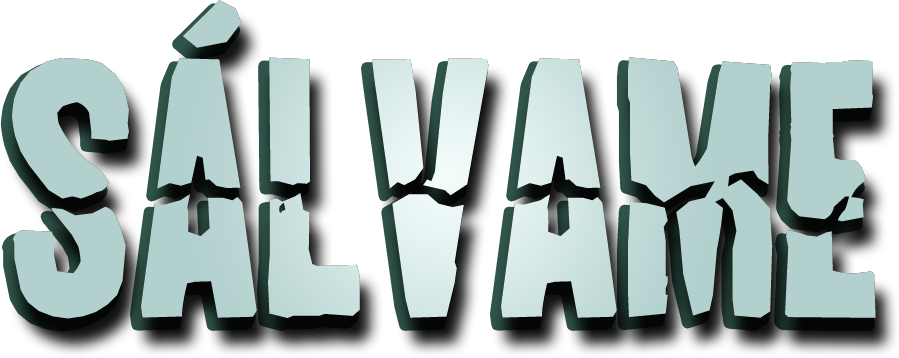
2009-2012
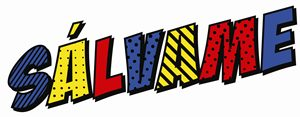
2012-2018
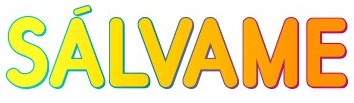
2018-2022
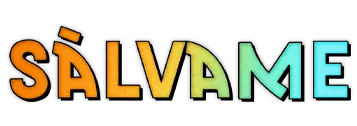
2022
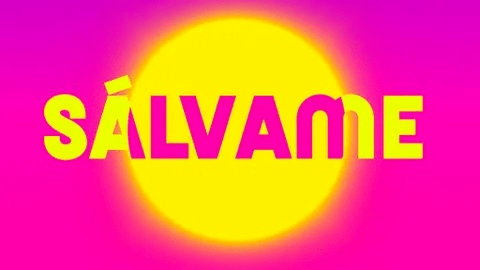
2022-2023

## Audiències
| Temporada | Estrena            | Final                  | Audiència   | Audiència         | Audiència |
| Temporada | Estrena            | Final                  | Espectadors | Quota de pantalla |           |
| --------- | ------------------ | ---------------------- | ----------- | ----------------- | --------- |
| 1         | 27 d'abril de 2009 | 31 de desembre de 2009 | 1 705 000   | 16,1%             |           |
| 2         | 4 de gener de 2010 | 31 de desembre de 2010 | 1 858 000   | 17,5%             |           |
| 3         | 3 de gener de 2011 | 30 de desembre de 2011 | 1 971 000   | 18,1%             |           |
| 4         | 2 de gener de 2012 | 31 de desembre de 2012 | 1 848 000   | 16,4%             |           |
| 5         | 2 de gener de 2013 | 31 de desembre de 2013 | 1 836 000   | 16,9%             |           |
| 6         | 2 de gener de 2014 | 31 de desembre de 2014 | 1 880 000   | 17,5%             |           |
| 7         | 2 de gener de 2015 | 31 de desembre de 2015 | 1 893 000   | 17,7%             |           |
| 8         | 4 de gener de 2016 | 30 de desembre de 2016 | 1 812 000   | 17,1%             |           |
| 9         | 2 de gener de 2017 | 29 de desembre de 2017 | 1 702 000   | 16,3%             |           |
| 10        | 2 de gener de 2018 | 31 de desembre de 2018 | 1 740 000   | 16,2%             |           |
| 11        | 2 de gener de 2019 | 31 de desembre de 2019 | 1 755 000   | 16,9%             |           |
| 12        | 2 de gener de 2020 | 31 de desembre de 2020 | 1 992 000   | 17,1%             |           |
| 13        | 1 de gener de 2021 | 31 de desembre de 2021 | 1 707 000   | 16,4%             |           |
| 14        | 1 de gener de 2022 | 30 de desembre de 2022 | 1 215 000   | 13,2%             |           |
| 15        | 1 de gener de 2023 | 23 de juny de 2023     | 1 223 000   | 13,5%             |           |
| Mitjana   | Mitjana            | Mitjana                | 1 742 000   | 16,5%             |           |

## Premis i nominacions

### Premis Ondas
| Any  | Categoria                       | Programa/Presentador | Resultat  |
| ---- | ------------------------------- | -------------------- | --------- |
| 2009 | Millor presentador de televisió | Jorge Javier Vázquez | Guanyador |

### Premis Shangay
| Any  | Categoria                       | Programa/Presentador | Resultat  |
| ---- | ------------------------------- | -------------------- | --------- |
| 2009 | Millor presentador de televisió | Jorge Javier Vázquez | Guanyador |

### TP d'Or
| Any  | Categoria                                      | Programa/Presentador | Resultat |
| ---- | ---------------------------------------------- | -------------------- | -------- |
| 2009 | Millor presentador/a de varietats i espectacle | Jorge Javier Vázquez | Nominat  |
| 2009 | Millor programa d'espectacle i entreteniment   | Sálvame              | Nominat  |
| 2010 | Millor magazín                                 | Sálvame              | Nominat  |
| 2011 | Millor magazín                                 | Sálvame              | Nominat  |

### ExpoGays
| Any  | Categoria                       | Programa/Presentador | Resultat  |
| ---- | ------------------------------- | -------------------- | --------- |
| 2011 | Millor programa d'entreteniment | Sálvame              | Guanyador |
| 2011 | Millor presentador de la dècada | Jorge Javier Vázquez | Guanyador |

### Llorer d'Or
| Any  | Categoria                         | Programa/Presentador  | Resultat  |
| ---- | --------------------------------- | --------------------- | --------- |
| 2012 | Millor programa magazín           | Sálvame               | Guanyador |
| 2012 | Millor productora de televisió    | La Fábrica de la Tele | Guanyador |
| 2012 | Millor col·laborador de televisió | Luis Rollán           | Guanyador |

### Premis Kapital
| Any  | Categoria                       | Programa/Presentador | Resultat  |
| ---- | ------------------------------- | -------------------- | --------- |
| 2012 | Millor presentador              | Jorge Javier Vázquez | Guanyador |
| 2015 | Millor programa d'entreteniment | Sálvame              | Guanyador |

### Premis Iris
| Any  | Categoria           | Programa/Presentador | Resultat  |
| ---- | ------------------- | -------------------- | --------- |
| 2019 | Premi de la crítica | Sálvame              | Guanyador |